# Histoire du système de santé au Québec
L'histoire du système de santé au Québec retrace au cours des siècles la formation de l'actuel réseau public de santé. La santé s'avère un enjeu central dès les débuts de la colonisation de la Nouvelle-France, au XVIe siècle, lorsque Jacques Cartier constate les ravages causés par le scorbut parmi ses hommes alors qu'ils hivernent à Stadaconé. Le système de santé de la colonie ne se développe cependant pas avant le XVIIe siècle, avec la création d'un l'Hôtel-Dieu à Québec puis à Montréal. Ce n'est cependant qu'au XIXe siècle, époque marquée par la médicalisation des hôpitaux ainsi que par la professionnalisation de la médecine, qu'il se met en place. À partir de ce moment, le réseau hospitalier québécois vit une croissance importante alors que les soins de santé se spécialisent. Ce réseau, contrôlé par les congrégations religieuses et essentiellement privé jusqu'au milieu du XXe siècle, connait une seconde croissance importante durant la Révolution tranquille, qui marque la naissance d'un système public et universellement accessible. Au début du XXIe siècle, le système public est touché par de nombreuses et importantes réformes visant à améliorer l'accès aux soins de santé, mais dont l'impact est aujourd'hui jugé négatif.

## La santé en Nouvelle-France

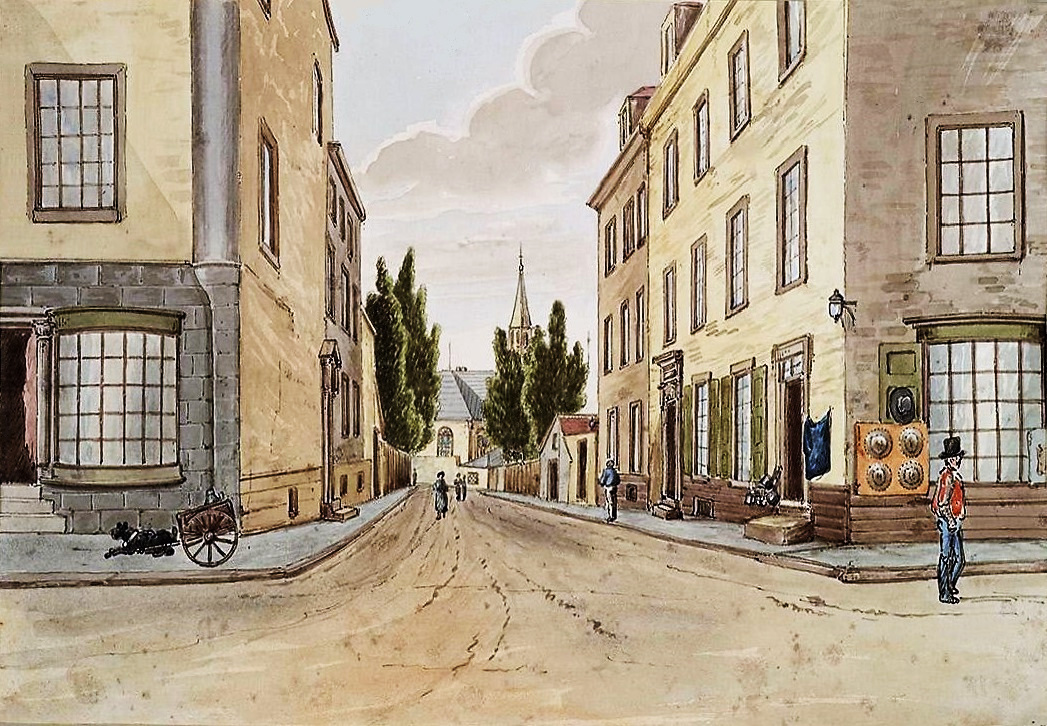
Dessin de l'Hôtel-Dieu de Québec vu depuis la rue Saint-Jean (entre 1826 et 1847)

Selon le modèle en vigueur en France à la même époque, la Nouvelle-France comporte deux principaux types d'établissements hospitaliers: l'Hôtel-Dieu, qui soigne les malades et les blessés, et l'hôpital général, qui accueille les indigents, les handicapés et les aliénés. Ceux-ci sont confiés à des congrégations religieuses, qui en assurent l'entière administration. Le premier établissement hospitalier de Nouvelle-France, l'Hôtel-Dieu de Québec, est fondé en 1639 par Marie Guenet de Saint-Ignace et deux autres religieuses augustines venues de Dieppe, avec le concours financier de l'influente duchesse Marie-Madeleine de Vignerot d'Aiguillon, la nièce du cardinal de Richelieu. L'Hôtel-Dieu de Montréal est fondé peu après, en 1645, par l'infirmière Jeanne Mance, avec le soutien financier d'Angélique Faure de Bullion, veuve du surintendant des finances du Louis XIII, Claude de Bullion. Quelques années plus tard, à sa mort, il est confié aux soins des Religieuses hospitalières de Saint-Joseph. L'Hôtel-Dieu des Trois-Rivières, pour sa part, est fondé en 1694 et confié à la direction des Ursulines. D'autres établissements hospitaliers voient aussi le jour dans les trois gouvernements de la colonie. L'hôpital général de Montréal, fondé en 1694 par le commerçant de fourrures François Charon de la Barre pour soigner les hommes démunis, est confié en 1747 aux Sœurs grises de Marguerite d'Youville. Celui de Québec est fondé en 1692 par quatre augustines de l'Hôtel-Dieu de Québec sur ordre de Jean-Baptiste de Saint-Vallier, évêque de Québec, sur un terrain acquis des Récollets.

### Les hôpitaux militaires
On retrouve aussi, ailleurs dans la colonie, des hôpitaux à vocation militaire, comme celui de Louisbourg, fondé en 1716 et confié par le ministère de la Marine aux Frères de la Charité. Il s'agit alors du plus important établissement de ce type en Nouvelle-France, qui comporte néanmoins trois autres hôpitaux militaires: ceux de Plaisance, à Terre-Neuve, de Port-Royal, en Acadie, et de la Nouvelle-Orléans. Ceux-ci sont vraisemblablement assez peu importants: l'hôpital de Plaisance, construit en 1686, est abandonné en 1713, alors que celui de la Nouvelle-Orléans, fondé en 1722, est détruit lors d'un ouragan en 1722 avant d'être reconstruit deux ans plus tard.

### L'organisation du corps médical colonial

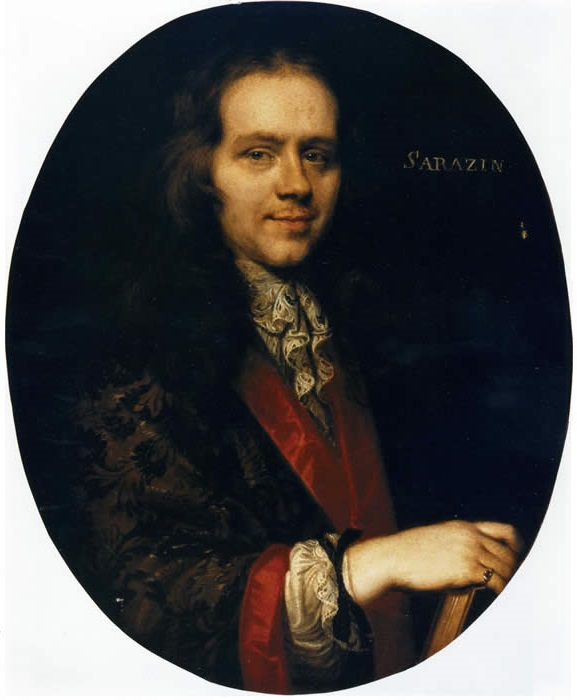
Michel Sarrazin, médecin et naturaliste français (1659-1734)

Outre les religieuses, qui occuperont une place importante dans le système de santé jusqu'au XXe siècle, le corps médical colonial se divise en trois principales catégories: les médecins, les chirurgiens et les apothicaires. Ces praticiens, même vers la fin du régime français, sont majoritairement originaires de France: en 1751, on note seulement neuf praticiens canadiens, tout métiers confondus, contre 35 Français, un Autrichien, un Italien et deux Suisses. Les médecins, des hommes de science formés auprès d'universités européennes, s'avèrent rares. Seulement trois, ou peut-être quatre, sont connus pour la période coloniale, dont Michel Sarrazin, médecin du roi et membre du Conseil souverain de la colonie.
De plus, leurs services, surtout diagnostiques et consultatifs, se limitent surtout à l'aristocratie et aux bourgeois pouvant se le permettre. On les retrouve à Québec, siège du gouvernement de la Nouvelle-France, et, plus rarement, à Trois-Rivières, où ils fréquentent les élites coloniales. Jusqu'au début du régime britannique, en 1760, aucun médecin ne semble avoir pratiqué à Montréal. Devant la rareté de la profession médicale en Nouvelle-France, les soins spécialisés sont plutôt assurés par les chirurgiens, qui traitent les blessures et qui performent des procédures chirurgicales. La chirurgie, comme les autres métiers de l'époque, implique une période d'apprentissage auprès d'un maître ou encore dans l'armée. Enfin, au bas de l'échelle du corps médical se trouvent les apothicaires. Ceux-ci, presque aussi rares que les médecins, se concentrent dans les villes et sont plutôt considérés comme des commerçants. On retrouve aussi, en dehors de cette hiérarchie, les sages-femmes, qui occupent une place importante dans la colonie.

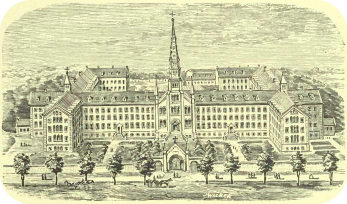
Illustration de l'Hôpital général de Montréal fondé par mère Marguerite d'Youville

Dans la colonie, la distinction entre les médecins, les chirurgiens et les apothicaires, parfois difficile à cerner, s'avère cependant beaucoup plus poreuse. Dans ce contexte, les chirurgiens remplissent fréquemment des fonctions généralement réservées aux médecins ou aux apothicaires, comme la prescription et la vente de médicaments. En théorie, le contrôle de la pratique médicale au sein de la colonie est dévolu au lieutenant du premier chirurgien du roi, dont la fonction, créée en 1658, est abolie en 1745. On la juge alors peu utile: sur près d'un siècle d'existence, on ne retrouve que deux interventions de cet officier auprès des tribunaux de la colonie. Un cadre légal s'impose toutefois sur la pratique médicale dès le début du XVIIIe siècle. Dès 1710, on interdit aux chirurgiens étrangers et à ceux attachés aux navires de passage dans la colonie de pratiquer en Nouvelle-France. Quelques décennies plus tard, en 1750, ces derniers sont autorisés à pratiquer à condition qu'ils réussissent un examen.

## Le XIXesiècle et la naissance de la médecine clinique
Les pratiques médicales, thérapeutiques et diagnostiques dans la colonie au tout début du XIXe siècle demeurent inchangées depuis le régime français. Les praticiens médicaux, dont les rares médecins, adhèrent encore longtemps à des théories anciennes comme celle des humeurs et prescrivent des interventions tout aussi vétustes comme la saignée. Il s'agit, observent Denis Goulet et Robert Gagnon, « d'un marché ouvert où règne une concurrence plutôt féroce » au sein duquel les médecins sont en concurrence directe avec l'automédication, les remèdes amérindiens et les charlatans. La médecine connait cependant à cette époque d'importantes avancées, ce qui permet aux fondations d'un premier système de santé québécois de se mettre graduellement en place.

### Le développement de la médecine hospitalière
Héritière de développements qui mènent à la création de la médecine clinique en Europe à la fin du XVIIIe siècle, la médecine hospitalière se développe graduellement au Canada dans les premières années du XIXe siècle. Il s'agit d'une véritable révolution qui introduit à la pratique médicale certains de ses principaux éléments: l'observation clinique et pathologique, la classification des maladies, l'apparition des spécialités médicales et la médicalisation des hôpitaux qui, jusqu'alors, servent avant tout à prendre soin des malades et non à traiter les maux qui les affligent. Ces nouvelles pratiques sont introduites par des médecins francophones et anglophones qui ont étudié en Europe, dans les grandes facultés de médecine comme celle de Paris et d'Édimbourg.

### Le développement du réseau hospitalier montréalais
Le réseau hospitalier de l'époque est cependant encore très peu développé et demeure, dans l'essentiel, le domaine des congrégations religieuses. Il s'agit encore, jusqu'au milieu du siècle, d'institutions visant à accueillir les indigents même si le nouvel Hôpital Général de Montréal, ouvert en 1819 pour desservir une clientèle anglophone en forte croissance démographique, comporte dès son inauguration une fonction clinique et d'enseignement. Ce dernier devient rapidement un centre d'enseignement qui, quelques années plus tard, s'affilie avec l'Université McGill. Ce phénomène de médecine hospitalière prend un peu plus de temps à pénétrer les hôpitaux francophones, où il débute vers le milieu du siècle. En 1861, l'Hôtel-Dieu de Montréal déménage dans de nouveaux bâtiments plus spacieux situés sur la rue des Pins, ce qui permet de mieux desservir la population francophone. Ce nouvel établissement, plus moderne, dispose désormais d'un laboratoire de physique et de chimie, d'un amphithéâtre, d'une bibliothèque et d'une salle d'anatomie, additions qui signalent le virage clinique de l'institution.

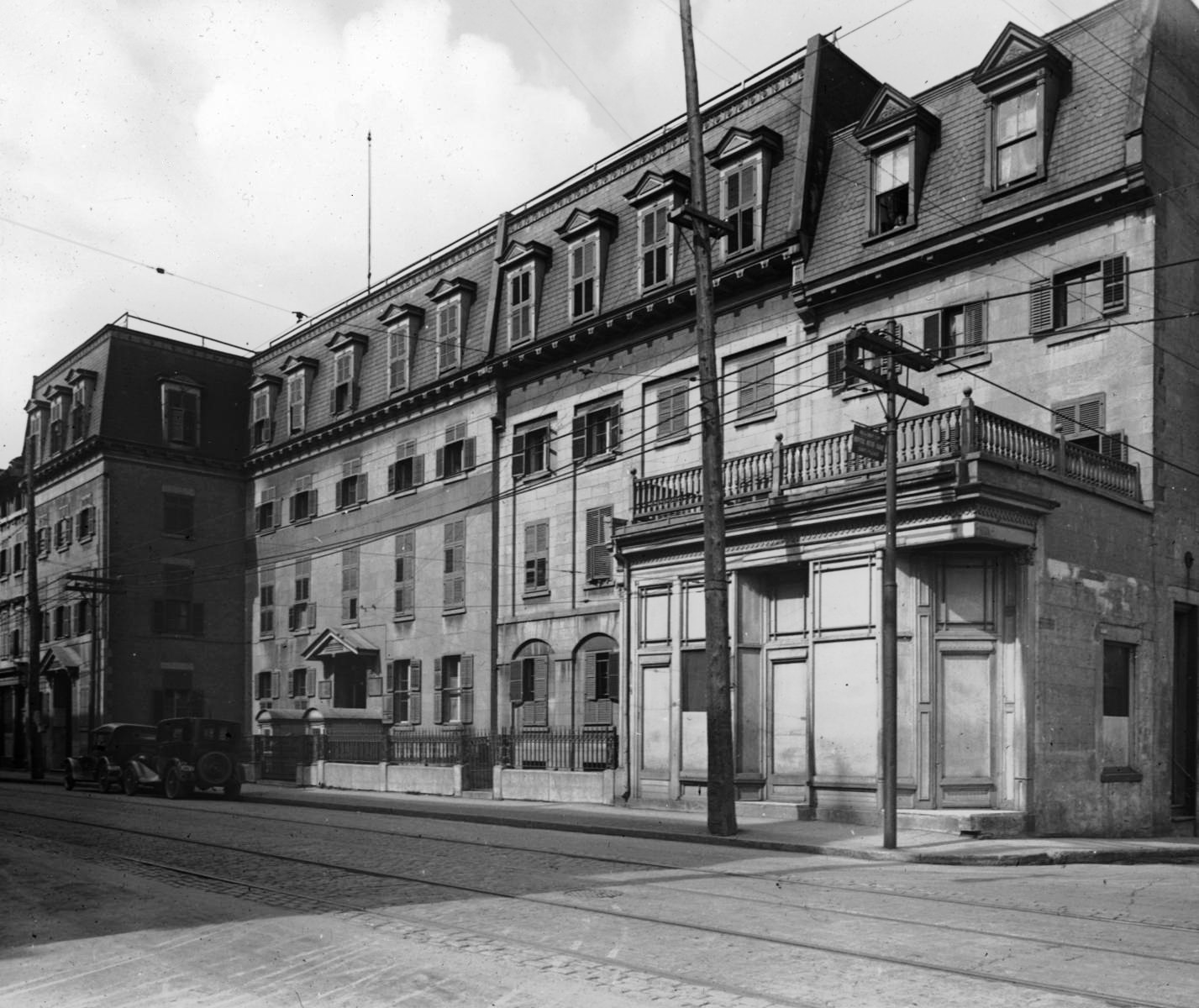
L'Hôpital Notre-Dame, inauguré en 1880

La création de l'Hôpital Notre-Dame, en 1880, répond aussi à cette nouvelle approche. En plus des salles réservées aux indigents, encore communes au début du siècle suivant, ce nouvel établissement devient rapidement un pôle d'enseignement et offre même des chambres individuelles à certains clients plus fortunés. L'ouverture de l'Hôpital Royal Victoria, quelques années plus tard, en 1894, vient confirmer cette tendance amorcée au début du siècle. Dès son ouverture, l'institution compte 15 médecins et comporte des départements de médecine, de chirurgie, de gynécologie, d'ophtalmologie et de pathologie. Cette époque est aussi marquée par un autre développement majeur: celui des soins d'urgence, dont le développement coïncide avec la croissance de la classe ouvrière et de l'activité industrielle au Québec.

### La création des hôpitaux de région
La ville de Québec, où l'offre demeure inférieure à celle de Montréal, connaît pour sa part des développements hospitaliers plus tardifs. La croissance démographique que connait la province durant la seconde moitié du XIXe siècle rend cependant nécessaire la création de nouveaux hôpitaux en dehors de Montréal et de Québec. Ces quelques décennies voient l'inauguration de modestes établissements à Saint-Hyacinthe, Trois-Rivières, Joliette, Sorel, Sherbrooke, Chicoutimi, Arthabaska, Montmagny, Nicolet et Rivière-du-Loup. En parallèle, un réseau de dispensaires, des petites cliniques servant à soigner les maux qui ne demandent pas d'hospitalisation, est graduellement mis sur pied. Initialement dans le domaine des congrégations religieuses, ces petits établissements, à l'instar des hôpitaux, connaissent aussi le même phénomène de médicalisation.

### La création des facultés de médecine et la formation médicale

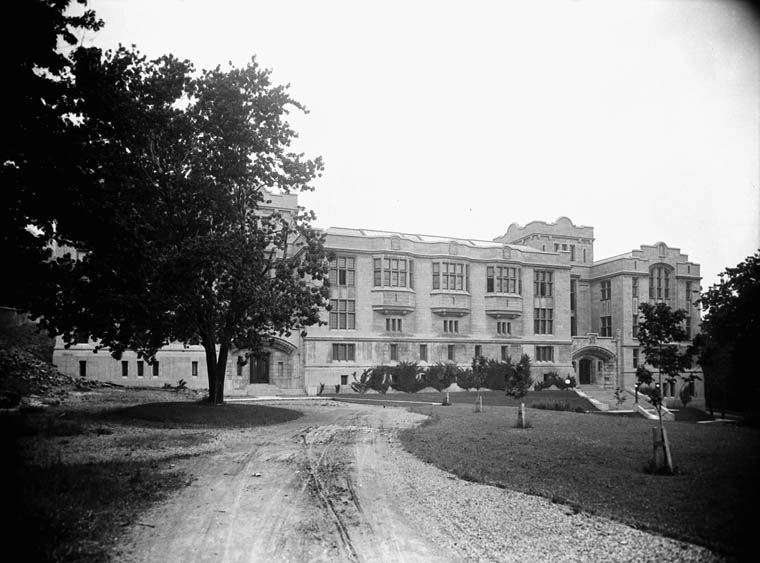
La Faculté de médecine de l'Université McGill au début des années 1920

C'est ce même contexte, celui de la révolution clinique, qui mène à la création des premières facultés de médecine du Canada. Évolution naturelle de l'école de médecine mise sur pied par quelques médecins du Montreal General Hospital en 1823, la Faculté de médecine de l'Université McGill ouvre en 1829 et décerne son premier diplôme en 1833. Quelques années plus tard, en 1843, l'École de médecine et de chirurgie de Montréal, une institution bilingue, est ouverte par un groupe de médecins montréalais. Celle-ci perd le droit de délivrer des licences de médecine quelques années plus tard, en 1847, à la création du Collège des médecins et chirurgiens du Bas-Canada, ce qui la force à s'affilier temporairement à l'Université McGill. En 1866, elle s'affilie à l'Université Victoria, à Toronto. La première faculté de médecine francophone à voir le jour est toutefois celle de l'Université Laval, en 1854. D'abord connue comme l'École de médecine de Québec en 1848, elle s'affilie plus tard à la nouvelle université, fondée en 1852. En octobre 1871, la Faculté de médecine de l'Université Bishop's est fondée à Montréal. Celle-ci sera fusionnée avec celle de l'Université McGill un peu moins de 30 ans plus tard, en 1905. Celle de l'Université de Montréal, qui n'est initialement qu'une succursale de l'Université Laval créée en 1878, voit quant à elle le jour en 1879. Cette nouvelle faculté, toujours subordonnée à celle de Québec, fusionne avec l'École de médecine de chirurgie de Montréal en 1890, sur fond de vives tensions avec l'Université Laval. L'Université de Montréal, qui obtient du Vatican son autonomie en 1919, constitue sa Faculté de médecine l'année suivante. Afin de consolider l'enseignement de la médecine, le gouvernement adopte en 1876 une loi qui impose aux études de médecine une durée minimale de quatre ans. La loi médicale de 1876 impose aussi l'étude de disciplines connexes comme la chimie, l'hygiène, la botanique ainsi que la pathologie générale et ajoute au programme des facultés des cours en anatomie, en physiologie et en histologie, ce qui permet de grandement perfectionner la profession médicale.

### La professionnalisation de la médecine
La profession médicale elle-même n'échappe pas aux profonds changements de l'époque. Alors que les médecins prennent une place plus importante dans les établissements hospitaliers, la pratique de la médecine se professionnalise. Les médecins, formés auprès des universités selon des critères de plus en plus précis, sont désormais des professionnels dont les activités sont réglementées par le gouvernement, qui autorise la création du Collège des médecins et des chirurgiens du Bas-Canada en 1847. La loi médicale de 1876 vient éventuellement renforcer son champ d'action ainsi que le contrôle qu'il exerce sur la discipline médicale, sur laquelle il exerce désormais un droit de regard. C'est le Collège, en étroite collaboration avec les facultés de médecine, qui vient déterminer la teneur des programmes d'études en médecine. L'institution se dote d'un code de déontologie deux ans plus tard, en 1878, ce qui lui permet d'étendre ses pouvoirs disciplinaires. Il faut cependant attendre la fin du siècle, en 1898, pour voir la création d'un premier conseil de discipline au sein du Collège. Dès ce moment, l'organisation dispose d'un pouvoir juridique sur les médecins, et n'a plus à transmettre les causes aux tribunaux. Cela assure éventuellement aux médecins seuls le monopole des actes médicaux.

### La santé publique et les grandes épidémies

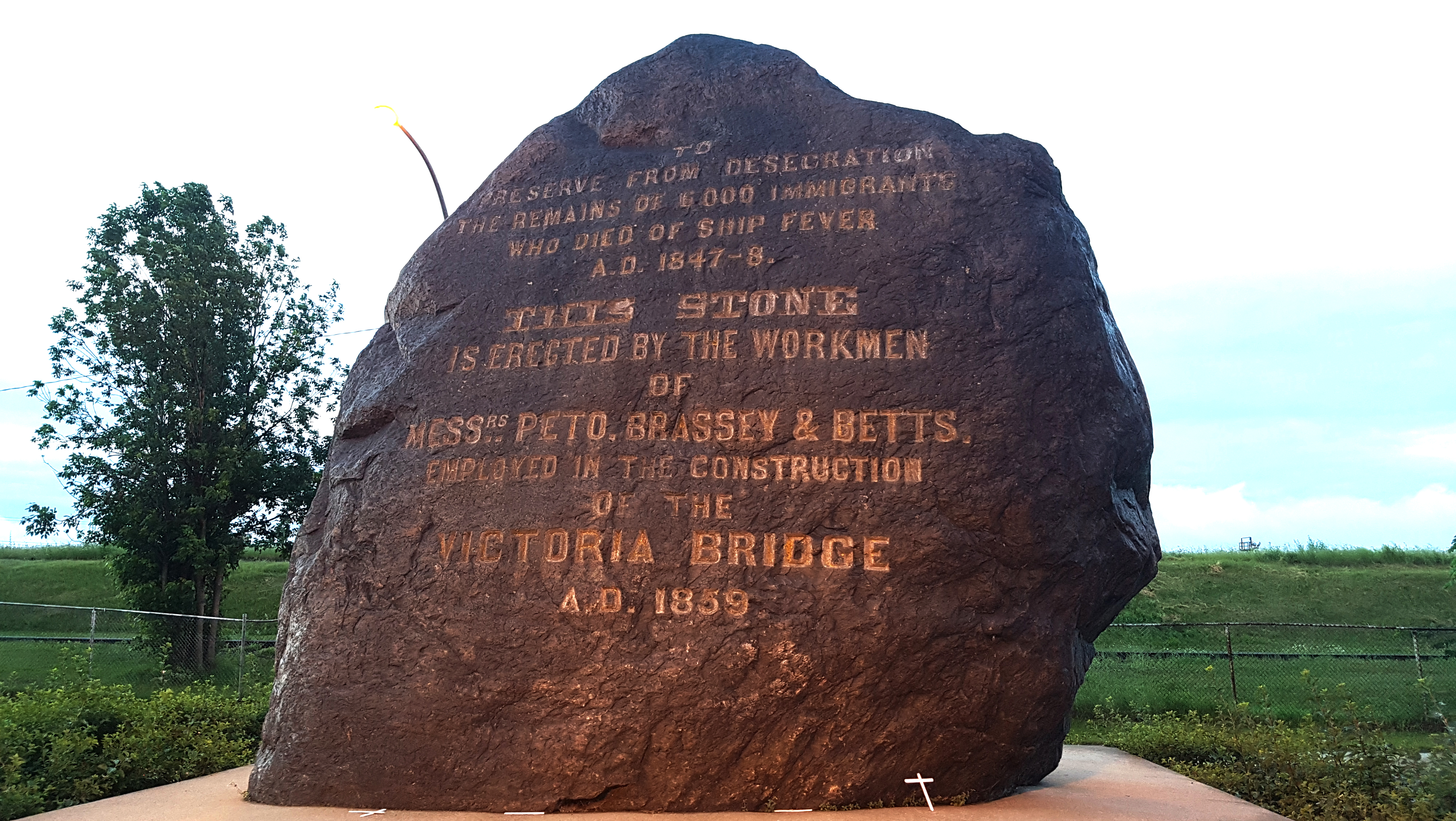
La pierre commémorative dédiée aux Irlandais décédés durant l'épidémie de 1847 (Pointe-Saint-Charles, Montréal)

Le rôle du gouvernement en matière de santé publique, jusqu'à la fin du XIXe siècle, demeure très limité, se résumant à l'imposition de mesures pour endiguer la propagation des épidémies, comme la quarantaine ou la vaccination ou, encore, à la création d'hôpitaux pour les malades. La province est frappée à plusieurs reprises, tout au long du siècle, par des épidémies causant une importante mortalité. Le choléra, en provenance de la Grande-Bretagne, atteint le la province en juin 1832, ce qui force le gouvernement à instaurer une quarantaine à Grosse-Île, près de Québec. Il cause près de 10 000 décès dans les mois qui suivent avant de disparaître au mois d'octobre. La bactérie fait de nouveau surface deux ans plus tard, en 1832, emportant cette fois-ci un peu plus de 3 000 personnes. En 1847, une épidémie de typhus frappe de plein fouet le Canada-Uni, emportant cette fois-ci près de 17 000 personnes, qui sont pour la plupart des immigrants, et cause l'hospitalisation de 42 500 patients à travers la province. La majorité des victimes, soit 13 189, décèdent à Montréal dans les baraquements de l'Hôpital Saint-Charles, établis dans le quartier populaire de Pointe-Saint-Charles. Ce sont surtout les congrégations religieuses, comme les Sœurs de la Charité, les Sœurs de la Providence et les Sulpiciens, avec quelques médecins, qui s'occupent des malades au sein de ces établissements. Ces épidémies qui frappent successivement la province entrainent la mise en place d'un nouveau type d'hôpital réservé aux malades contagieux et financés par le gouvernement. Ces établissements souvent temporaires, comme l'Hôpital des émigrés, l'Hôpital des fébricitants ou encore le Military Cholera Hospital, ouvrent et ferment à Montréal et à Québec au gré des éclosions épidémiques.
La tragédie de 1847 mène aussi à la création des bureaux de santé à l'origine de la santé publique. D'autres épidémies - le choléra, qui revient en 1849 et 1854, mais aussi la variole, qui affecte durement Montréal en 1875 et en 1885, ainsi que la fièvre typhoïde, qui refait sporadiquement surface jusqu'au XXe siècle - ponctuent les dernières décennies du XIXe siècle. C'est l'épidémie de variole de 1885 qui force pour la première les autorités à déployer de véritables efforts dans le domaine de l'hygiène publique. La promulgation en 1886 de l'Acte pour établir une commission provinciale d'hygiène, et pour d'autres fins relatives à la santé publique entraîne la création du premier organisme gouvernemental de santé publique au Québec. Ce dernier, renommé Conseil d'hygiène de la province de Québec en 1888, a pour mission de coordonner les efforts de santé publique à travers la province en assurant, par exemple, la bonne distribution des vaccins et en veillant au respect des lois sanitaires. Dès sa création, le Conseil est doté d'une structure lui permettant de mener à bien son mandat: celle-ci comporte notamment un service d'inspection et de génie sanitaire et des laboratoires de chimie et de bactériologie.

### Les premiers balbutiements de la santé mentale
Ces développements importants marquent ainsi la naissance de l'un des grands axes du système de santé québécois: celui de la santé publique, qui connait une évolution rapide au siècle suivant. C'est à cette époque que se développent aussi les premières institutions de soins de santé mentale. Celles-ci s'inscrivent dans ce processus de formation du système de santé moderne débuté avec la naissance de la médecine hospitalière. En 1843, le gouverneur Charles Metcalfe ordonne la création d'un établissement pour prendre en charge les malades mentaux. De telles institutions existent déjà dans la province, mais sont jusqu'alors opérées par des congrégations religieuses. C'est donc à cette époque que s'enclenche le processus de médicalisation de la santé mentale. L'Asile de Beauport, le premier du genre au Québec, est ouvert par le Dr James Douglas en 1845. À Montréal, les sœurs de la Providence ouvrent l'asile Saint-Jean-de-Dieu en 1873, même s'il s'agit moins d'une institution médicale que d'un lieu servant à accueillir les aliénés. Ces institutions deviennent rapidement un champ de formation permettant aux étudiants en médecine d'étudier les maladies nerveuses comme l'épilepsie.

## Les débuts du XXesiècle
Au début du XXe siècle, de nombreux établissements de santé québécois sont encore gérés par des communautés religieuses. Durant les premières décennies du XXe siècle, le clergé ne contrôle plus que 43% des hôpitaux de la province, même si les hôpitaux laïcs ne comptent toujours que 31% des lits disponibles. Ce réseau hospitalier privé est alors en pleine croissance grâce à l'adoption par le gouvernement libéral de Louis-Alexandre Taschereau, en 1921, de la Loi sur l'assistance publique, qui octroie un soutier financier aux établissements de santé hébergeant les indigents. Cette nouvelle loi a pour effet de stimuler la croissance du parc hospitalier québécois qui, en 1930, compte désormais 77 institutions dont 51 sont des hôpitaux généraux. Plusieurs comptent aussi des services spécialisés comme la radiologie et la physiothérapie ainsi que des laboratoires. Incidemment, le nombre de médecins est en constante augmentation: il passe de 373 en 1923 à 709 en 1928. Une certaine disparité subsiste cependant, surtout à Montréal, quant à l'offre hospitalière disponible à la majorité francophone et catholique. À la fin des années 1920, la métropole, qui est encore la ville la plus importante du Canada, compte quatre hôpitaux majeurs: l'Hôpital général de Montréal et l'Hôpital Royal Victoria, qui comptent ensemble 725 lits, alors que l'Hôtel-Dieu et l'Hôpital Notre-Dame, institutions francophones, n'en totalisent que 585.

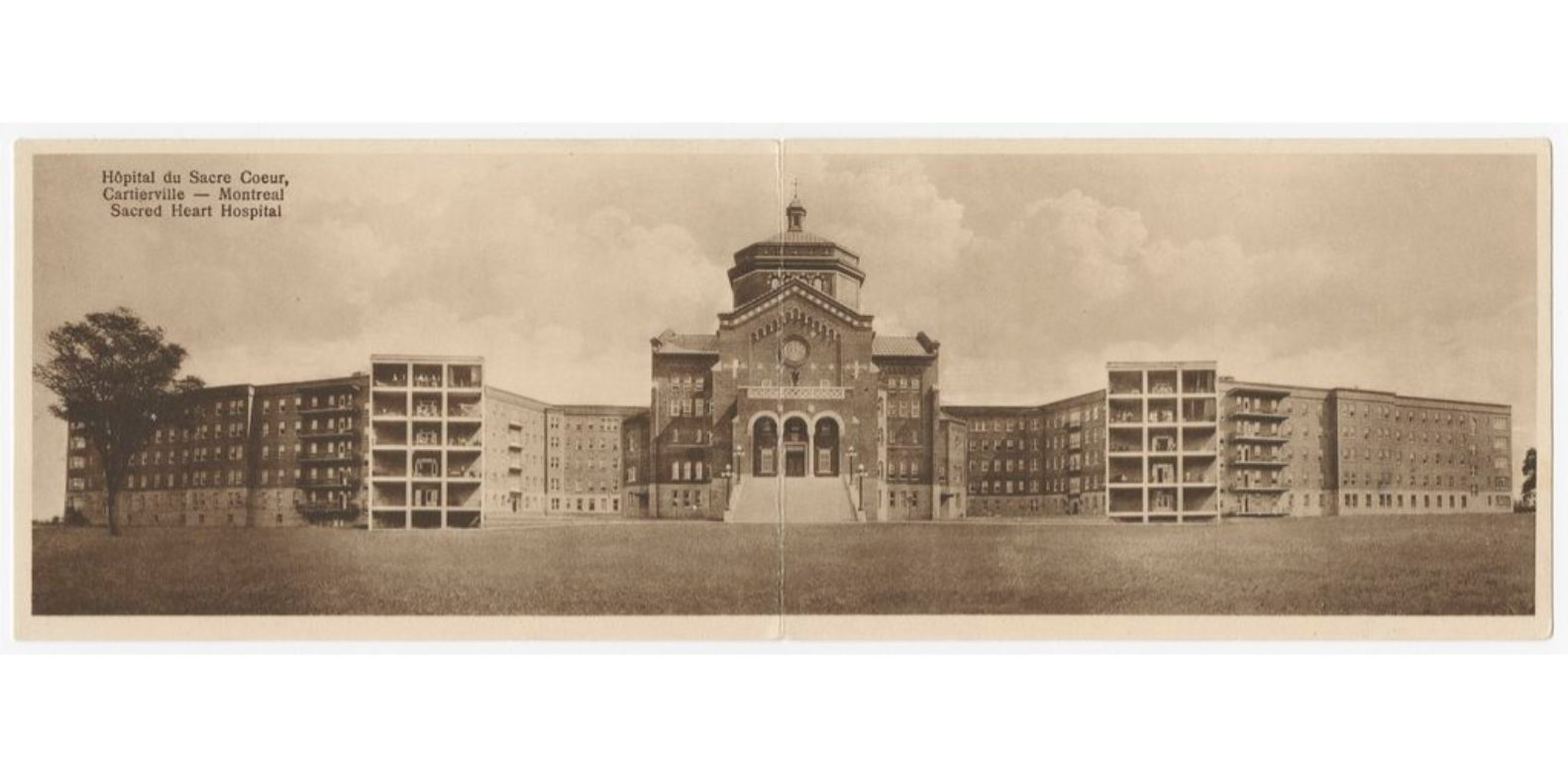
Carte postale de l'Hôpital du Sacré-Cœur (sans date)

### L'agrandissement du parc hospitalier au début duXXesiècle
Afin de pallier les besoins croissants en santé, de nouveaux hôpitaux sont créés à Montréal. C'est le cas, notamment, de l'Hôpital Saint-Luc, ouvert par le Dr Ferdinand-Alphonse Fleury en 1908, de l'Hôpital de Montréal-Est inauguré en 1926 à la requête du maire Médéric Martin, de l'Hôpital du Sacré-Cœur, instauré par les sœurs de la Providence en 1926 et, enfin, de l'Hôpital général de Verdun, un autre établissement opéré par la même congrégation dont les portes ouvrent en 1931. Du côté anglophone, on peut noter la fondation de l'Hôpital St. Mary, un hôpital catholique fondé par des médecins irlandais en 1924, ainsi que la création de l'Hôpital général juif en 1934. Ce dernier ouvre ses portes peu après la démission forcée de l'Hôpital Notre-Dame d'un médecin juif, le Dr Samuel Rabinovitch, à la suite d'une grève antisémite de la part des internes de l'établissement. Il intègre le réseau de l'Université McGill cinq ans plus tard, en 1939. La situation est semblable à Québec, qui voit en 1914 l'ouverture de l'Hôpital Saint-François-d'Assise, premier établissement de la région à disposer d'une unité de maternité et d'une école d'infirmières ouverte aux laïques. L'Hôpital de l'Enfant-Jésus, ouvert en 1923, et l'Hôpital du Saint-Sacrement, ouvert en 1927, viennent aussi bonifier l'offre hospitalière de la ville. C'est aussi à cette époque, durant laquelle la mortalité infantile est encore élevée, que se développent les premiers hôpitaux pédiatriques. C'est le cas du Children's Memorial Hospital, fondé en 1904 par le Dr Alexander Mackenzie Forbes.
Entre agrandissement des établissements existants et ouverture de nouveaux hôpitaux, les régions, où les infrastructures étaient alors assez peu développées, n'échappent pas à ces développements. Les soins qu'on y offre se modernisent avec l'aménagement de nouveaux départements. Ce phénomène demeure toutefois inégal et se concentre surtout dans certaines villes comme Sherbrooke et Trois-Rivières. D'autres régions, comme l'Abitibi-Témiscamingue, la Gaspésie  et le Bas-Saint-Laurent, accusent encore d'importants retards au début des années 1930.

### Les débuts de la grande chirurgie
Cette croissance rapide du parc hospitalier québécois coïncide d'ailleurs avec d'importantes avancées techniques, dont le développement de la « grande chirurgie ». Cette dernière, caractérisée par des interventions plus complexes comme les chirurgies thoraciques, par exemple, est elle-même tributaire de la bactériologie médicale qui se développe à la même époque en Europe, avec les travaux de Louis Pasteur et de Robert Koch. Ce sont d'ailleurs les chirurgiens francophones du Québec, grâce à leurs liens avec la France, qui sont parmi les premiers en Amérique du Nord à adhérer à ces nouveaux protocoles de désinfection et à bien saisir l'enjeu des infections postopératoires. Ces avancées n'impactent pas seulement la chirurgie, mais jouent aussi un rôle important dans le développement de l'obstétrique en réduisant de façon considérable la mortalité périnatale. La chirurgie ne bénéficie pas seulement des développements majeurs en bactériologie, mais aussi des nouvelles avancées en techniques d'anesthésie et de transfusions sanguines, qui rendent possibles des interventions plus complexes. Ce sont ces nouvelles connaissances, qui intègrent la pratique médicale québécoise dans les premières décennies du XXe siècle, qui permettent des interventions majeures comme la chirurgie thoracique. C'est ainsi à l'Hôpital Royal Victoria que le Dr Edward Archibald pratique, en 1912, la première thoracoplastie du continent. La chirurgie thoracique s'implante graduellement, dans les décennies qui suivent, au sein des institutions francophones de Montréal.

### Le développement de la santé publique au Québec
Au début du siècle, le Québec ne compte pas de ministère de la Santé, celle-ci relevant plutôt du Secrétariat provincial dont la mission réunissait aussi, dans un même portfolio, l'éducation, la police ou encore les affaires municipales. Les autorités s'intéressent cependant de plus en plus, depuis le début du siècle, à la santé publique. En juin 1922, le gouvernement créé le Service provincial d'hygiène de la province de Québec (SPHPQ) afin de lutter contre la tuberculose et la mortalité infantile. À sa création, il compte cinq divisions principales, lesquelles suivent une structure similaire à celle du Conseil d'hygiène de 1888: on y retrouve des laboratoires ainsi que des services d'inspection générale, de génie sanitaire, de maladies vénériennes et de statistiques démographiques. En 1926, le gouvernement établit un réseau d'unités sanitaires dans chaque comté de la province afin d'éduquer la population sur des questions d'hygiène et de santé publique. Ces nouvelles institutions, financées par la Fondation Rockefeller ainsi que les municipalités, réunissent médecins hygiénistes, infirmières et inspecteurs sanitaires. Initialement limité à quelques comtés ruraux, le réseau est éventuellement étendu à l'ensemble des campagnes de la province. Les unités sanitaires ont un impact considérable en région: entre 1920 et 1936, le taux de mortalité infantile à Rimouski, par exemple, passe de 150/1000 à 64/1000. À la même époque, toujours dans une optique de santé publique, le gouvernement entame une importante campagne de lutte contre la propagation des infections sexuellement transmissibles, qui constituent alors un problème majeur non seulement au Québec, mais aussi à travers l'Amérique du Nord.

## Des années 1930 à la Révolution tranquille: l'émergence des spécialités

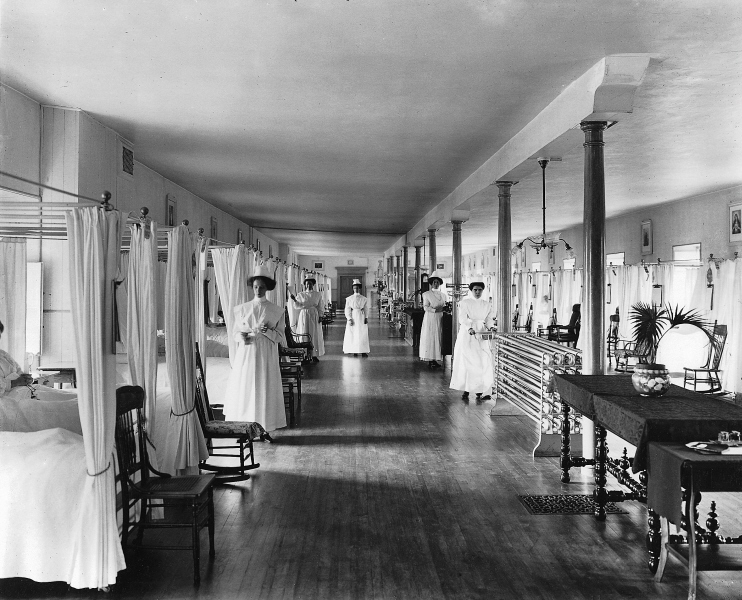
Une salle commune de l'Hôtel-Dieu de Montréal (1911)

En 1936, peu après l'arrivée au pouvoir de l'Union nationale, le gouvernement de Maurice Duplessis crée le ministère de la Santé et nomme le Dr Albiny Paquette, un député de son parti, à la tête de l'organisme. Au début de la Seconde Guerre mondiale, le patronat, l'Église, les directions d’hôpitaux, les médecins et les philanthropes du Québec appuient la création d'un système s’appuyant sur de grandes compagnies d'assurances privées, similaire à celui des États-Unis, et s'opposent aux pressions grandissantes pour la « socialisation » du réseau. C'est ainsi que la Croix Bleue devient, au courant des années 1940, le plus important fournisseur d’assurances maladie au Québec, loin devant la Metropolitan Life, Continental Casualty et Great-West Life. Ce système s'avère cependant assez défavorable. Peu de Québécois sont couverts par ces régimes, et le coût des assurances augmente beaucoup plus vite que les revenus. Malgré ces difficultés, auxquelles s'ajoutent des frais d'hospitalisation élevés, il est indéniable que les soins de santé sont alors plus accessibles qu'ils ne l'étaient par le passé.

### Le réseau hospitalier québécois entre crise et développement
De plus, de nombreux hôpitaux et congrégations religieuses entrent en conflit avec les compagnies d'assurances, qui imposent des restrictions et ne peuvent garantir des prestations suffisamment élevées pour subvenir aux besoins des établissements. Face à la hausse de la rémunération du personnel hospitalier, le déficit des hôpitaux généraux publics devient un problème généralisé . Les établissements religieux s'en sortent un peu mieux dans la mesure où les religieuses, qui travaillent de 12 à 15 heures par jour, ne sont pas rémunérées. Le Québec poursuit tout de même l'expansion de son parc hospitalier, qui accélère après la Seconde Guerre mondiale, à la faveur des recommandations de l'enquête sur les services de santé menée par le gouvernement fédéral. À partir de 1948, pendant cinq ans, le Québec reçoit environ 29 millions de dollars en fonds fédéraux pour construire de nouveaux établissements. Durant cette époque, 44 nouveaux hôpitaux voient le jour au Québec, qui compte en compte désormais 111, dont plusieurs dans des villes qui n'en comptaient alors aucun. L'ouverture de ces nouveaux établissements de santé échappe peu à peu à la responsabilité des congrégations religieuses, et relève plutôt, au milieu du siècle, de la concertation d'intervenants locaux comme le maire, les curés ou encore les comités de citoyens. Ce sont toutefois encore ces mêmes communautés religieuses qui administrent souvent ces nouveaux établissements. En 1961, à l'aube de la Révolution tranquille, elles administrent des hôpitaux qui totalisent 37 000 lits et berceaux.

### Le développement des spécialités médicales
Les années menant au milieu du XXe siècle sont aussi marquées par l'émergence des spécialités au sein des hôpitaux québécois. Déjà bien présentes en Europe, les spécialités intègrent le réseau québécois un peu avant 1930, au même moment que la pratique du voyage d'études se généralise chez les étudiants en médecine, même si certaines, comme la gynécologie ou la radiologie, se développent un peu plus tôt. Jusque dans les années 1940, l'offre de soins des grands hôpitaux québécois se limite surtout à la médecine et à la chirurgie, les deux services les plus importants, ainsi qu'à la gynécologie, à l'ophtalmologie et à l'otorhinolaryngologie. À ces services s'ajoutent graduellement des nouveaux, comme la neuropsychiatrie, la néphrologie, la gastro-entérologie et la dermatologie. Les établissements hospitaliers se dotent aussi de laboratoires, signe indéniable de la pénétration de la pathologie et de la bactériologie dans la pratique de la médecine hospitalière.

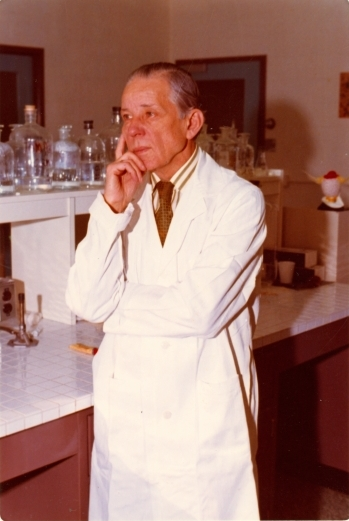
Armand Frappier, pionnier de la bactériologie au Québec

Le développement de la médecine interne, au début des années 1940, marque aussi une nouvelle étape dans la spécialisation de la médecine. Les internistes, capables de traiter plusieurs afflictions relevant du domaine de l'urologie, de la cardiologie ou encore de la pneumologie, deviennent rapidement, après les chirurgiens, le second groupe de médecins spécialisés enregistrés au Collège des médecins du Québec. Les spécialisations en chirurgie témoignent aussi de ce phénomène de surspécialisation qui va perdurer bien au-delà de cette époque. C'est ainsi que se développent au sein des hôpitaux montréalais la chirurgie gastro-intestinale, pratiquée dès le début des années 1930 à l'Hôpital Royal Victoria par exemple, ou encore la neurochirurgie, dont Montréal devient alors une des plaques tournantes. C'est d'ailleurs en 1934 que le prestigieux Institut de neurologie de Montréal est fondé par le Dr Wilder Penfield, un pionnier de la neurochirurgie au Québec récemment engagé par le département de chirurgie de l'Université McGill. Le nouvel institut constitue d'ailleurs un projet d'envergure: la Fondation Rockefeller lui accorde un financement de 1,2 million de dollars, une somme considérable pour l'époque. La neurochirurgie ne tarde pas à pénétrer au sein des institutions francophones: elle fait ses débuts à l'Hôpital Saint-Luc en 1933, avec l'arrivée du Dr Thomas-Irving Hoen qui recrute, l'année suivante, le Dr Jean Panet-Raymond, le premier neurochirurgien canadien-français. C'est cependant à l'Hôpital Notre-Dame que la neurochirurgie francophone prend son envol, grâce au Dr Claude Bertrand, qui étudie au prestigieux Bryn Mawr Hospital avant de poursuivre sa résidence à l'Institut neurologique de Montréal auprès du Dr Penfield.
C'est à partir de cette époque qu'on cherche à mieux encadrer les spécialités au sein des facultés de médecine, qui mettent en place des programmes et des structures d'enseignement. Au milieu des années 1940, le Collège royal des médecins et chirurgiens du Canada reconnaît quinze spécialités, pour lesquelles il décerne désormais des certificats. Peu après, en 1949, le Collège des médecins du Québec lui succède, obtenant le droit d'émettre de tels documents. À partir de ce moment, les spécialités connaissent une croissance fulgurante au Québec, si bien qu'il y a plus de spécialistes, en 1965, qu'il n'y a d'omnipraticiens.

### La naissance des grands instituts de recherche
Tributaire de ces développements auxquels elle participe activement, la recherche scientifique, dans le Québec des années 1930, est en pleine ébullition. Outre l'Institut neurologique de Montréal, la province voit la création d'une autre grande institution de recherche: l'Institut de microbiologie et d'hygiène de Montréal, fondé en 1938 par le Dr Armand Frappier avec le financement du gouvernement Duplessis, pourtant généralement hostile à de tels investissements. De nombreux autres instituts spécialisés voient le jour à la même époque: l'Institut du radium (1920), l'Institut d'anatomie pathologique (1937), l'Institut du Cancer de Montréal (1941), l'Institut Allan Memorial de psychiatrie (1943), l'Institut de médecine et de chirurgie expérimentale (1945), l'Institut de recherches cliniques de Montréal (1952) et l'Institut de cardiologie de Montréal (1954).

## La Révolution tranquille et l'étatisation du système de santé québécois
L'arrivée au pouvoir du gouvernement libéral de Jean Lesage, après le décès du premier ministre Maurice Duplessis en 1959 et la défaite de l'Union Nationale aux élections de juin 1960, signale au Québec le début de la Révolution tranquille, une période d'importants changements culturels marqués par la réforme et la modernisation de l'État québécois. Le réseau hospitalier québécois est alors toujours en pleine expansion: entre 1941 et 1961, il passe de 125 à 275 hôpitaux. Les congrégations religieuses et le clergé, principaux acteurs en santé et en services sociaux depuis l'époque de la Nouvelle-France, cèdent cependant graduellement leur place à l'État-providence, qui assume désormais un rôle de premier plan en santé. C'est ainsi durant cette période, qui s’échelonne jusque dans les années 1970, que les fondations du système de santé québécois actuel prennent forme. Un programme public d'assurance hospitalisation calqué sur celui adopté par le gouvernement fédéral en 1957, promesse phare de Jean Lesage durant la campagne électorale, est mis en place dès janvier 1961, ce qui améliore considérablement l'accès aux soins hospitaliers pour les patients québécois ne disposant pas d'assurances privées. L'année suivante, en 1962, le gouvernement sanctionne la Loi sur les hôpitaux privés et publics, qui vient mieux encadrer le fonctionnement des établissements hospitaliers et qui, en outre, donne au Collège des médecins le pouvoir de sanctionner les médecins fautifs. Cette loi fait suite au scandale qui éclate en mars 1961 quant à la gestion scandaleuse de l'Hôpital Jean-Talon par le Dr Georges Hori. Une commission présidée par Victor Chabot, appelée à enquêter sur cette affaire, souligne le vide législatif qui existe autour de l'activité et de l'administration des établissements hospitaliers au Québec, ce qui force l'élaboration de cette nouvelle loi.

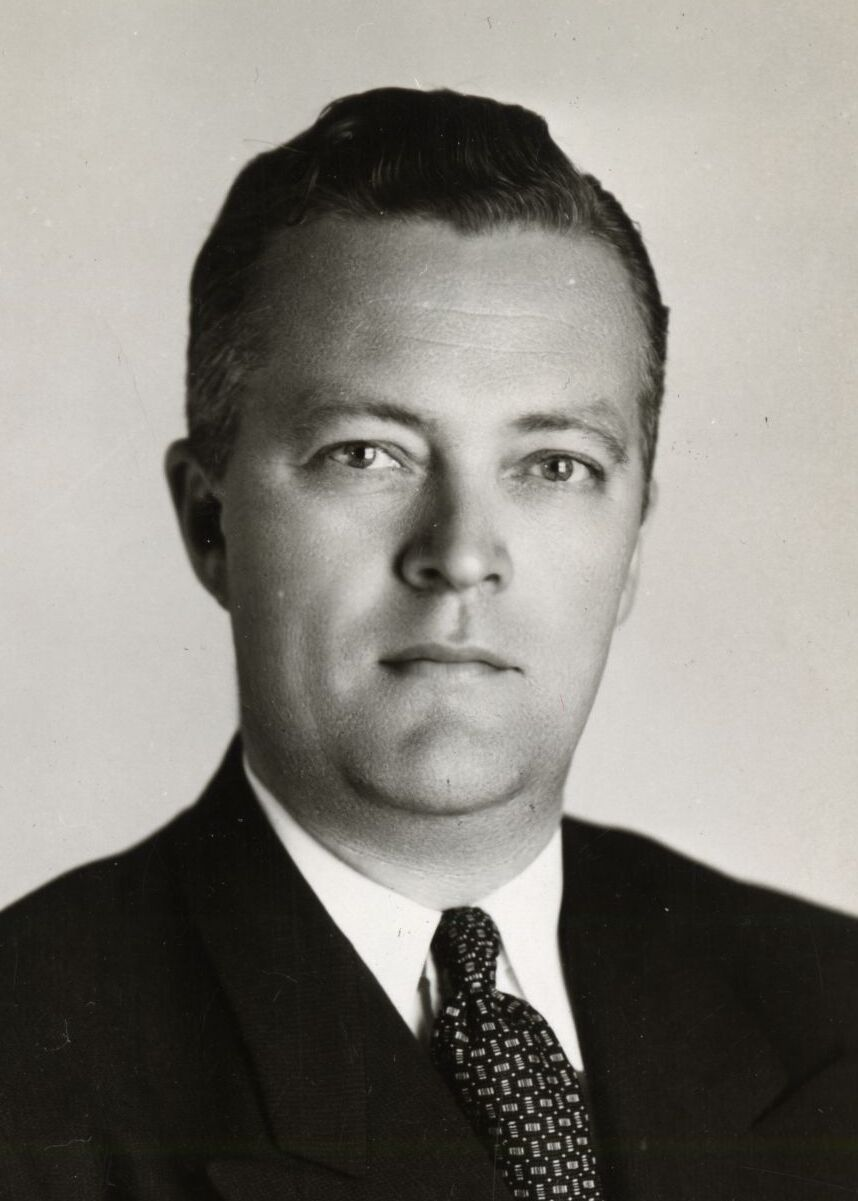
Jean Lesage, ancien premier ministre du Québec

### La création de la Régie de l'assurance maladie du Québec et d'un régime universel d'assurance maladie
En 1963, le gouvernement crée le Comité d'étude sur l'assistance publique qui, dans un rapport publié la même année, conclut que l'État doit accroître son rôle dans le domaine de la sécurité sociale et légiférer dans ce domaine. En 1967, le gouvernement unioniste de Daniel Johnson met sur pied une commission d'enquête sur la santé et le bien-être social dirigée par Claude Castonguay et Gérard Nepveu. Dès le premier volume de ses recommandations, déposé en 1967, la commission propose la mise en place d'un régime public d'assurance maladie pour les Québécois. 
Une première étape est franchie deux ans plus tard, en 1969, avec la création de la Régie de l'assurance maladie du Québec (RAMQ) par le gouvernement de l'Union Nationale de Jean-Jacques Bertrand, qui succède à Daniel Johnson, décédé subitement en 1968. Le 29 avril 1969, le ministre des Finances Paul Dozois annonce l'instauration d'une contribution payée par les particuliers et les employeurs pour financer la RAMQ.
L'élection du gouvernement libéral de Robert Bourassa, en 1970, donne un second souffle à la mise en place d'un tel régime. L'administration du régime universel d'assurance maladie, qui entre en vigueur le 1er novembre 1970, est confiée à la Régie de l'assurance maladie du Québec, le Québec devenant la dernière province canadienne à se doter d'un tel programme. Cette nouvelle loi mène à un conflit avec la Fédération des médecins spécialistes du Québec (FMSQ), créée en 1965, par rapport au droit des médecins spécialistes de se retirer du régime. La Fédération rassemble alors les différentes associations de spécialistes du Québec. La création quelques années plus tôt, en 1956, de l'Association des médecins de pratique générale du Québec marque aussi le début de la syndicalisation de la médecine au Québec. Celle-ci devient en 1964 la Fédération des médecins omnipraticiens du Québec.

### LaLoi sur les services de santé et les services sociauxde 1971 et la création des CLSC
En 1971, le gouvernement sanctionne la Loi sur les services de santé et les services sociaux, achevant ainsi la fondation d'un système public de santé au Québec. Cette dernière signale la naissance du système de santé québécois moderne, qui s'organise autour des Conseils régionaux de la santé et des services sociaux. C'est aussi dans le sillon de cette loi que sont créés les Centres locaux de services communautaires (CLSC) en juillet 1971, qui remplacent les unités sanitaires de comté créées en 1926. L'objectif de ces nouveaux établissements de santé déployés à travers le Québec est d'améliorer l'accès aux soins de santé et aux services sociaux dans les quartiers pauvres et auprès des communautés plus défavorisées, où les conditions sociales et sanitaires sont parfois inadéquates. Ce nouveau modèle s'inscrit plus largement dans une tentative de créer un meilleur équilibre, au sein du système de santé, entre les approches sociales et biomédicales.

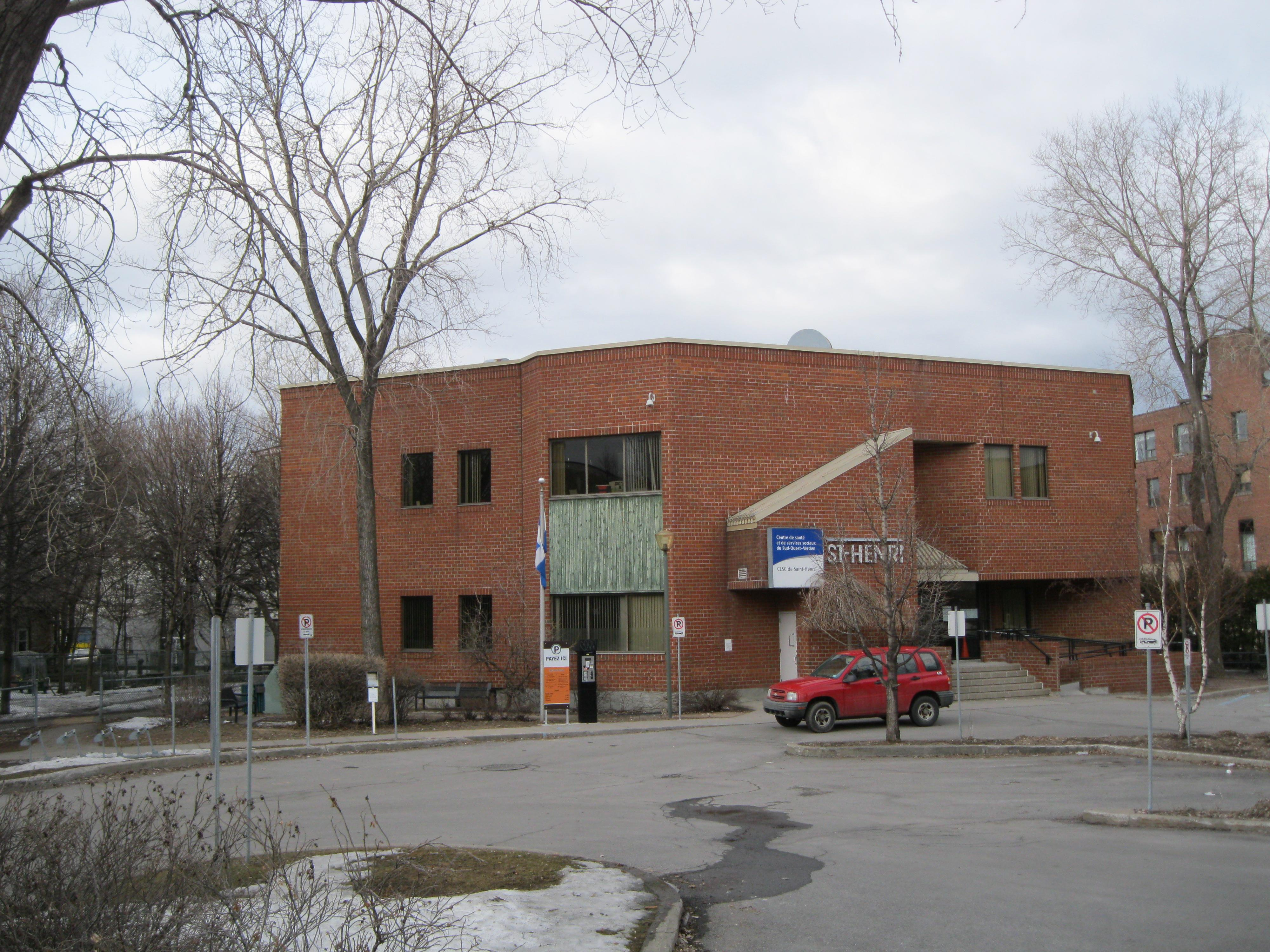
Un CLSC du quartier Saint-Henri à Montréal

Les CLSC s'inspirent d'ailleurs du modèle de la clinique communautaire de Pointe-Saint-Charles, ouverte par des étudiants de médecine, de soins infirmiers et de sociologie de l'Université McGill en 1968 dans un des quartiers les plus défavorisés de Montréal. Ce modèle s'inspire lui-même des cliniques populaires américaines et mène rapidement, avant la création formelle des CLSC, à l'ouverture d'établissements similaires ailleurs dans la métropole. Il est aussi redevable envers les efforts du Dr Paul Landry, qui enseigne alors à la Faculté de médecine de l'Université de Montréal et qui met en place, dans le quartier montréalais d'Hochelaga-Maisonneuve, une clinique communautaire basée sur ce même modèle américain du « comprehensive community health care ». C'est cette clinique qui devient, en 1971, le premier CLSC de la province. L'expansion du réseau, qui compte initialement 25 établissements à travers le Québec, n'est cependant pas aussi fulgurante que prévu: on estime alors qu'il devrait compter plus de 200 cliniques en 1975, alors qu'en réalité il n'en compte pas encore une centaine dix ans après sa création, en 1981.

### Réformes du financement de la santé (1976, 1978 et 1981)
Une contribution pour le financement de la RAMQ existe depuis 1970, mais le financement du régime d'assurance-maladie est réformé plusieurs fois entre 1976 et 1981 :
- Un premier fonds des services hospitaliers (FSH) est créé en 1976 pour recueillir les recettes de la contribution versées par les particuliers et les entreprises ;
- Le FSH est remplacé en 1978 par le fonds de l'assurance-maladie (FAM). La contribution est abolie pour les particuliers et le gouvernement est chargé de renflouer le FAM en cas de déficit ;
- Finalement en 1981 le FAM est remplacé par le Fonds des services de santé (FSS), qui contribue également au financement du ministère des Affaires sociales (devenu le ministère de la Santé et des Services sociaux en 1985) est créé.

La contribution au FSS est régulièrement haussée entre 1986 et 1995, et à partir du 1er janvier 1993 les particuliers doivent verser une cotisation sur leurs revenus autres que les revenus d'emploi,.

### La Révolution tranquille et la recherche médicale

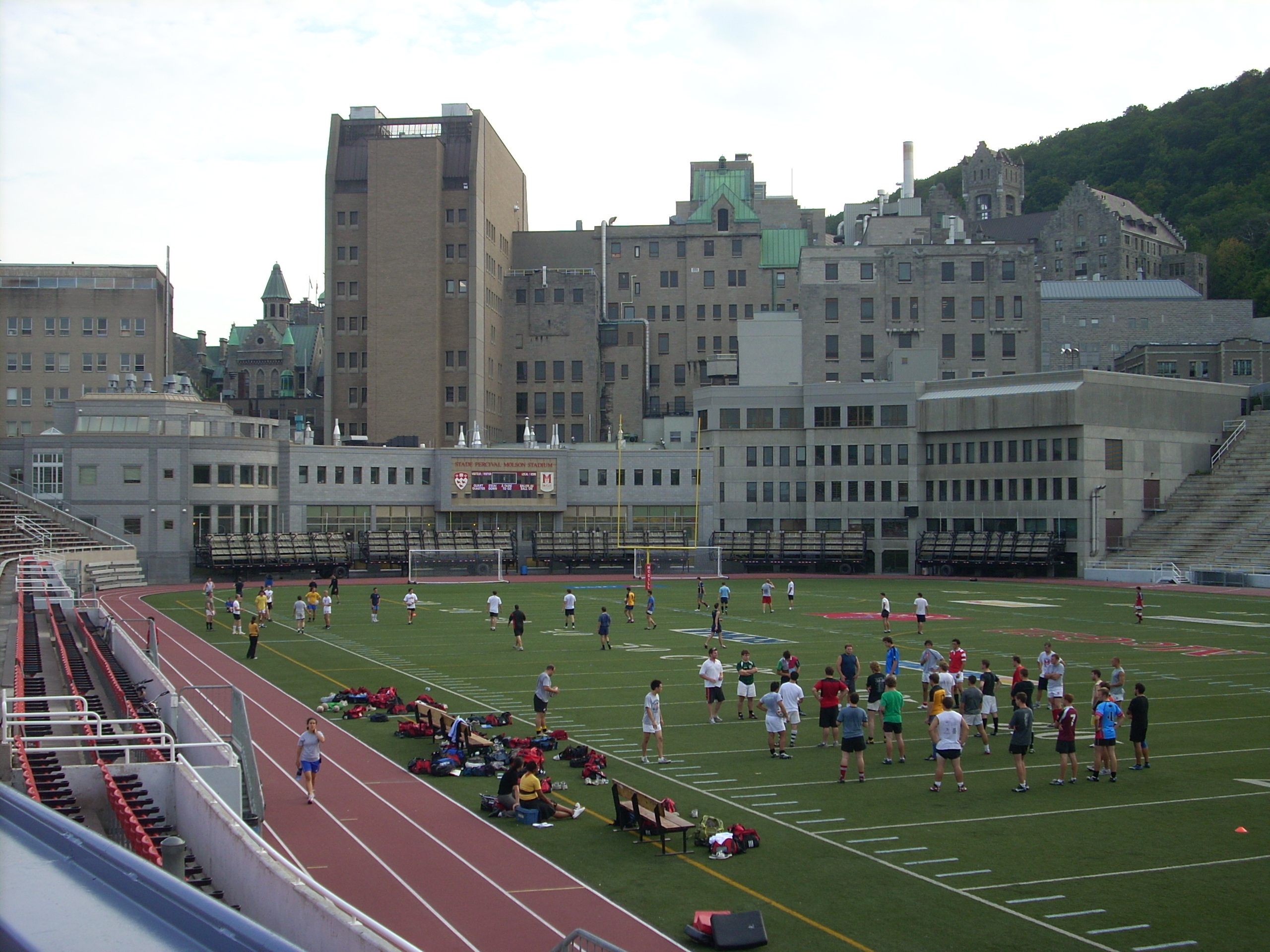
L'Institut de neurologie de Montréal (ou Neuro)

La recherche médicale bénéficie aussi grandement des acquis de la Révolution tranquille, qui marque le début d'un important renouveau dans le domaine. En 1961, une nouvelle Faculté de médecine, celle de l'Université Sherbrooke, est fondée. Celle-ci s'inscrit clairement dans les acquis de la Révolution tranquille: par exemple, elle met en place un département de sciences médicales sociales faisant écho aux grands enjeux de la réforme de la santé qui se déploie sous le gouvernement de Jean Lesage. En 1964, le Conseil de la recherche médicale du Québec est créé, comme le demande depuis plusieurs années le Dr Jacques Genest. La création du Conseil, qui devient la Fédération de la recherche en santé du Québec en 1974, inaugure le commencement d'une nouvelle ère dans la recherche médicale québécoise, qui bénéficie d'une importante croissante au niveau du financement, des chercheurs et des groupes de recherche.
Les recherches en neurosciences s'avèrent particulièrement fructueuses, avec la création à l'Université de Montréal d'un laboratoire de sciences neurologiques par le Dr Jean-Pierre Cordeau qui, en 1970, devient un centre de recherche indépendant du département de physiologie. Le Centre des sciences neurologiques de l'Université de Montréal réunit alors certains des meilleurs chercheurs du domaine, dont le Dr Herbert Jasper, un éminent spécialiste et pionnier de l'électroencéphalographie qui, en 1965, quitte l'Université McGill, où il avait collaboré avec le Dr Wilder Penfield, pour rejoindre l'Université de Montréal. À l'Université Laval, l'arrivée du Dr Mircea Steriade, alors directeur de l'Institut de neurologie de Bucarest, mène à la création d'un laboratoire de neurophysiologie en 1969. Un second centre de recherche, établi au sein de l'Hôpital de l'Enfant-Jésus, est créé en 1975 par le Dr Louis Poirier, lui-même un des pionniers des neurosciences à l'Université de Montréal. L'Université McGill, forte de son Institut neurologique, continue à se démarquer à travers une nouvelle génération de chercheurs comme le Dr Douglas Arnold et le Dr Albert Aguayo.

## La fin du XXesiècle

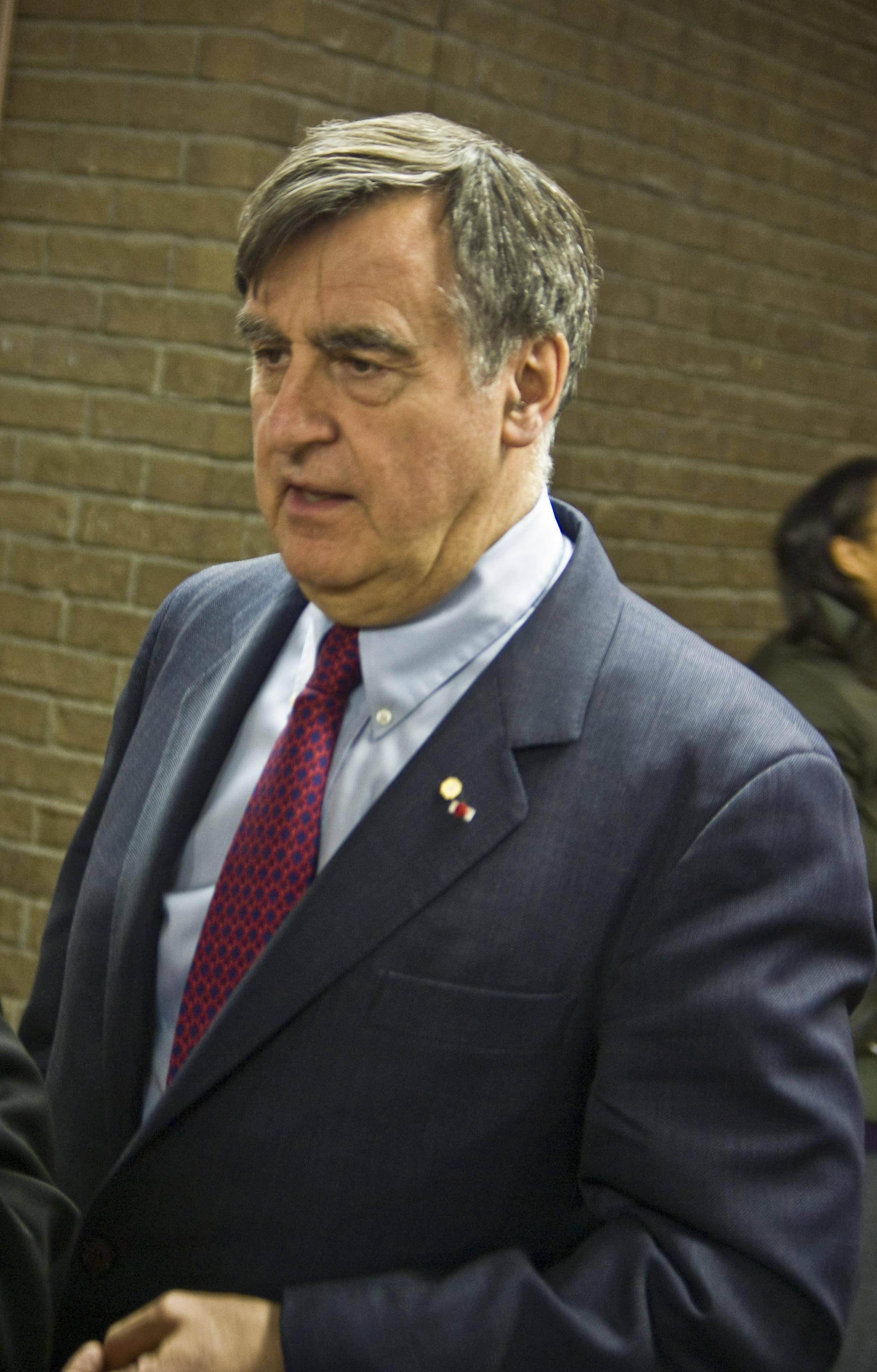
Lucien Bouchard, ancien premier ministre du Québec

Le cadre législatif du système de santé québécois établi durant la Révolution tranquille subit d'importantes modifications durant les deux dernières décennies du XXe siècle. En 1984, la Loi canadienne sur la santé vient remplacer les lois fédérales sur l'assurance-maladie et l'assurance-hospitalisation. Elle impose aussi aux systèmes provinciaux les principes de transférabilité, d'universalité, d'intégralité, de gestion publique et d'accessibilité, lesquels visent à interdire des pratiques comme celle du ticket modérateur. Le gouvernement fédéral réaffirme par le fait même ses compétences en santé et impose aux provinces un cadre uniforme à respecter. Le gouvernement québécois réagit négativement à cette nouvelle loi, perçue comme un empiètement dans un champ provincial de compétence qui était déjà encadré par les dispositions et principes de la Loi sur les services de santé et les services sociaux. En 1991, une nouvelle Loi sur les services de santé et les services sociaux remplace celle de 1971. Elle s'inscrit dans la suite des recommandations de la commission d'enquête sur les services de santé et les services sociaux présidées par Jean Rochon en 1985 et 1986. La loi énonce notamment les droits des usagers du système de santé. Elle abolit aussi les Conseils régionaux de santé et de services sociaux (CRSSS), qu'elle remplace par les Régies régionales de la santé et des services sociaux (RRSSS).

### Informatisation du dossier clinique
Dans les années 1990, le gouvernement du Québec a entrepris d'informatiser la gestion des informations médicales au sein du système de santé public. Initié par le Système informatisé des données cliniques intégrées (SIDOCI) en 1990, cette première tentative a concordé avec l'émergence de systèmes locaux, tels que le système Ariane à Sherbrooke. En 1997, le SIDOCI a été abandonné par le gouvernement, laissant toute la place aux initiatives locales.

### Le virage ambulatoire
En 1996, dans un contexte de rigueur budgétaire, le gouvernement péquiste de Lucien Bouchard s'engage dans une politique du « déficit zéro ». Afin d'arriver à cet objectif, le gouvernement ampute de 2 milliards de dollars le budget du réseau de la santé en fermant sept hôpitaux, en retirant plus de 6 500 lits et mettant à la retraite plus de 30 000 travailleurs. Il met aussi en place le « virage ambulatoire », une politique de déshospitalisation mise de l'avant par Jean Rochon visant à réduire l'usage intensif des soins hospitaliers en faveur de soins pratiqués à l'extérieur des hôpitaux. Par exemple, la durée de l’hospitalisation diminue de 53 à 17 jours pour les fractures de la hanche et de 104 à 48 jours pour les greffes hépatiques. Les patients sont pour la plupart transférés à leur domicile et pris en charge par des proches aidants. Cette situation est dénoncée par le Conseil du statut de la femme du Québec, qui indique que les femmes sont surreprésentées dans le rôle de proche aidant et qu'elles œuvrent, la plupart du temps, à titre de bénévoles.

### Les fusions d'établissements hospitaliers
C'est dans ce même contexte de compressions budgétaires que l'idée de fusionner certains établissements hospitaliers à Montréal et à Québec est mise de l'avant par le gouvernement. En 1996, trois hôpitaux montréalais affiliés à l'Université de Montréal, l'Hôpital Saint-Luc, l'Hôpital Notre-Dame et l'Hôtel-Dieu de Montréal, fusionnent afin de créer le Centre hospitalier de l'Université de Montréal (CHUM). L'Hôpital Notre-Dame est finalement cédé au CIUSSS du Centre-Sud-de-l'Île-de-Montréal en 2017. En 1997, l'Hôpital de Montréal pour enfants, l'Hôpital Royal Victoria, l'Hôpital général de Montréal, l'Institut neurologique de Montréal et l'Institut thoracique de Montréal s'associent pour former le Centre universitaire de santé McGill (CUSM), auquel s'ajoute en 2008 l'Hôpital de Lachine. À Québec, l'Hôtel-Dieu, l'Hôpital Saint-François d'Assise et le Centre hospitalier de l'Université Laval (CHUL) sont intégrés au sein du nouveau Centre hospitalier universitaire de Québec (CHUQ). Les hôpitaux du Saint-Sacrament et de l'Enfant-Jésus sont pour leur part fusionnés pour former le Centre hospitalier affilié universitaire de Québec (CHA). Ces deux centres hospitaliers seront éventuellement eux-mêmes fusionnés en 2012. Ces fusions sont alors une source importante de tensions au sein des établissements concernés. Dans le cas du Centre hospitalier de l'Université de Montréal, dont la création est plutôt perçue comme une décision politique par les médecins, la fusion est somme toute mal accueillie, même si elle comporte des avantages au niveau des échanges scientifiques, de la recherche et des services.

### LaLoi sur l'assurance médicamentsde 1996
En 1996, le gouvernement provincial promulgue la Loi sur l’assurance médicaments, responsable de la mise en place du régime public d'assurance médicaments (RPAM). Celui-ci donne accès à une couverture d’assurance pour les médicaments d’ordonnance à tous les résidents du Québec. Deux ans plus tard, en octobre 1998, il met sur pied l'Institut national de santé publique du Québec (INSPQ), avec laquelle sont fusionnés, en 1999, le Centre de toxicologie du Québec, le Service de dépistage par laboratoire (PARLAB) ainsi que le Centre antipoison du Québec et, en 2000, le Laboratoire de santé publique du Québec (LSPQ). Ceci constitue, dans un contexte d'austérité budgétaire, un avancement considérable en termes de santé publique au Québec.

### Le Québec, un pôle de recherche médicale et pharmaceutique
À la fin du XXe siècle, la recherche pharmaceutique est très active au Québec. C'est notamment à Montréal que le premier médicament pour traiter le sida, le 3TC de la société pharmaceutique québécoise BioChem Pharma, a été développé. Ce sont aussi des chercheurs du laboratoire montréalais de Merck & Co. qui ont développé le médicament Singulair, un important traitement contre l'asthme. La recherche médicale, pour sa part, n'est pas en reste. À l'aube du XXIe siècle, tributaire de décennies d'avancées majeures et dotée d'importants centres de recherche comme ceux du CUSM et du CHUM, elle entre dans l'ère de la mégascience, soit la science nécessitant des moyens matériaux, financiers et humains plus importants.

## Le début du XXIesiècle
Les deux premières décennies du XXIe siècle sont marquées par d'importants changements structurels au sein du système de santé québécois. Les réseaux universitaires intégrés de santé et de services sociaux se constituent autour des facultés de médecine de l'Université de Montréal, de l'Université McGill, de l'Université Laval et de l'Université de Sherbrooke. Ces derniers seront graduellement élargis afin d'intégrer les nouvelles structures créées au gré de deux réformes majeures du système de santé en 2003 et en 2015. C'est aussi à cette époque que le gouvernement crée l'Institut d'excellence en santé et en services sociaux (INESSS), instauré en 2011 afin de promouvoir une utilisation plus efficace des ressources au sein du système de santé.

### La réforme Couillard de 2003
En 2003, le gouvernement libéral de Jean Charest entame une réforme du système de santé dans une optique de réduction de la taille et des dépenses de l’État inspirée par les idées de la nouvelle gestion publique. 
La réforme Couillard, ainsi nommée en référence au ministre de la Santé Philippe Couillard, entraîne la formation de 15 Agence de développement de réseaux locaux de services de santé et de services sociaux (ADRLSSS) qui sont chargées par le ministère de la Santé et des Services Sociaux (MSSS) constituer et gérer des réseaux locaux de services (RLS) en fusionnant les CLSC, les CHSLD et les centres hospitaliers sur un territoire donné dans des Centres de santé et de services sociaux (CSSS),.
L'objectif est de créer un réseau intégré de services (appelé RLS) afin d'offrir à la population, au sein d'un même CSSS, un accès à des soins de première ligne (médecine générale), de deuxième ligne (médecine spécialisée) et de troisième ligne (services ultra-spécialisés et problèmes rares). Les CSSS se retrouvent ainsi comme éléments centraux des réseaux locaux de santé (RLS), qui regroupent l'ensemble des partenaires et intervenants de la santé et des services sociaux d'un même territoire. Cette restructuration majeure, appuyée par la Chambre de commerce du Québec et le Conseil du patronat du Québec, est rendue possible par l'adoption sous bâillon de la loi 25 en 2003.
Le bilan de cette réforme est cependant mitigé. Si certains éléments s'avèrent positifs, comme le développement des soins et services en fonction des besoins de la population d'un territoire, d'autres s'avèrent plus problématiques. La réforme affecte négativement les conditions de travail des gestionnaires et des intervenants du réseau, par exemple, et augmente de façon disproportionnée le pouvoir des hôpitaux par rapport à celui des autres institutions du réseau (CLSC et CHSLD). La restructuration encourage aussi une certaine compétition entre les établissements d'un même CSSS quant à l'attribution des ressources, ce qui nuit aux services.

### La réforme Barrette de 2015

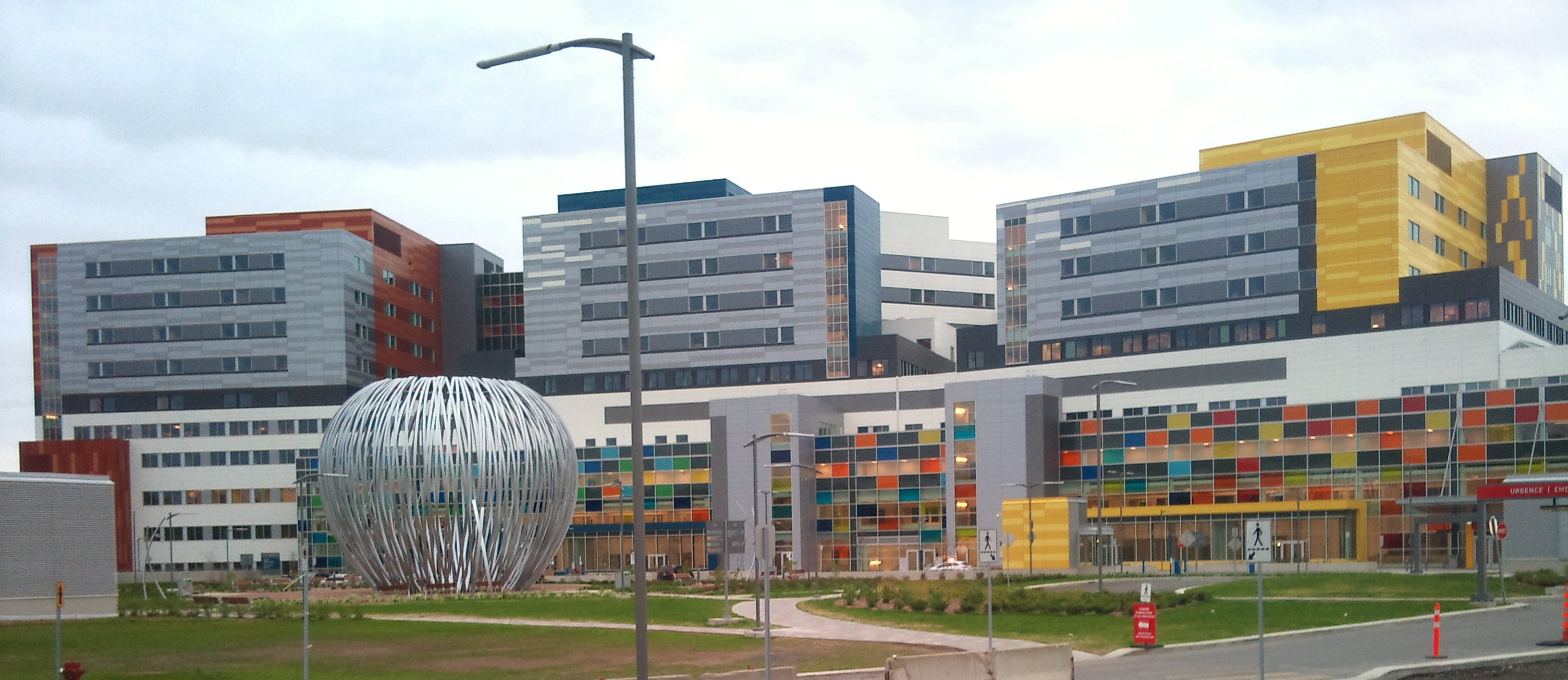
Le Centre universitaire de santé McGill (CUSM)

En 2015, le gouvernement libéral de Philippe Couillard adopte sous bâillon la loi 10, qui propose une nouvelle réforme du système de santé. Cette restructuration, surnommée réforme Barrette en référence au ministre de la Santé Gaétan Barrette, s'inscrit dans un programme plus large de redressement des finances publiques et a pour objectif de réduire de 220 millions de dollars par année le coût opérationnel du système. La réforme entraîne la concentration du pouvoir au sein du système de santé entre les mains de 34 Centres intégrés de santé et de services sociaux (CISSS), Centres intégrés universitaires de santé et de services sociaux (CIUSSS) et établissements non fusionnés comme le Centre universitaire de santé McGill ou le Centre hospitalier de l'Université de Montréal. Elle altère de façon importante la structure de certains établissements. Le CHU Sainte-Justine, affilié au RUISSS de l'Université de Montréal, est par exemple rattaché directement au Centre hospitalier de l'Université de Montréal, avant que la décision ne soit cassée en 2018.

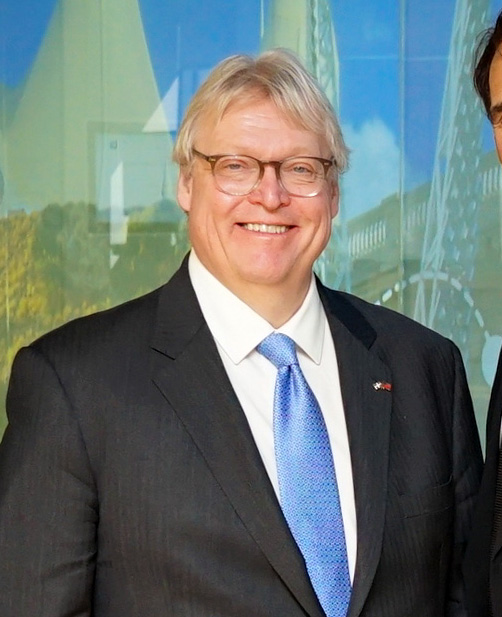
Gaétan Barrette, ministre de la Santé

La réforme Barrette vise à alléger la structure du système de santé et à limiter son coût d'exploitation, en supprimant près de 1300 postes de cadres, tout en améliorant la qualité du service aux usagers. La réforme donne aussi un pouvoir plus important au ministre de la Santé, qui nomme directement les membres des conseils d'administration et les présidents-directeurs généraux des centres intégrés. Cette seconde restructuration majeure du système de santé est froidement accueillie par le milieu médical et syndical. La Fédération des médecins spécialistes du Québec et le Collège des médecins du Québec soulèvent notamment plusieurs problèmes quant à la qualité des services, à l'autonomie de certains établissements en région et à la politisation du système de santé. Le sentiment est aussi partagé par les partis d'opposition. Les deux réformes successives, à cause de la centralisation et du poids plus important de la santé par rapport au social, affectent aussi considérablement la prestation des services sociaux. Plusieurs années plus tard, son bilan est aujourd'hui contesté, certains acteurs du milieu de la santé allant jusqu'à dire qu'il s'agit de la pire réforme du système de santé.

### Modernisation des infrastructures technologiques
Sur la base des initiatives d'informatisation du dossier clinique entreprises dans les années 1990, comme le système Ariane, le gouvernement annonce en  2007 viser à la création du Dossier de santé du Québec (DSQ). Ce système centralisé vise à rendre accessible les informations médicales des patients à travers la province. En 2021, le gouvernement annonce la continuation de cette initiative avec le projet de Dossier de santé numérique (DSN).

### Le parc hospitalier et les mégahôpitaux
Le début du XXIe siècle est aussi marqué par plusieurs chantiers majeurs visant à moderniser l'infrastructure hospitalière du Québec. Au cours des années 2010, Montréal voit la mise en chantier et la construction de deux mégahôpitaux universitaires: le nouveau Centre hospitalier de l'Université de Montréal (CHUM), avec son centre de recherche (CRCHUM), dont la construction s'échelonne entre 2011 et 2021, ainsi que le Centre universitaire de santé McGill (CUSM), qui ouvre ses portes en 2015, après cinq ans de travaux. La construction du CUSM est d'ailleurs entachée par un important scandale de corruption qui voit le versement de 22,5 millions de dollars en pots-de-vin à deux hauts responsables du centre hospitalier par SNC-Lavalin. L'ouverture du mégahôpital, construit sur le site de l'ancienne gare de triage Glen, entraîne la fermeture de l'Hôpital Royal Victoria. L'inauguration du nouveau CHUM, pour sa part, est marquée par la fermeture de l'Hôtel-Dieu de Montréal après 380 ans d'activité. 
À la même période, le mégaprojet « Grandir en santé » visant pour sa part à agrandir et à moderniser les infrastructures du CHU Sainte-Justine débute à la même époque, en 2010, et se termine 2016. En 2017, les travaux débutent pour l'agrandissement du « mégahôpital » du Centre hospitalier universitaire de Québec, dont la fin est désormais prévue pour 2029.
Un autre projet d'envergure est celui de la reconstruction et de l’agrandissement de l’Hôpital Maisonneuve-Rosemont, le plus grand établissement du réseau hospitalier dans l’est de Montréal. Malgré une première annonce officielle du gouvernement en août 2021 réservant une enveloppe de 2,5 milliards de dollars pour le projet, suivie d’une seconde annonce en septembre 2023, le chantier demeure en planification. Le ministre de la Santé a reconnu en mars 2025 que les annonces antérieures avaient été « précipitées » et a cessé de s'engager sur un échéancier précis, évoquant des incertitudes sur les coûts réels et l'autorisation finale du Conseil des ministres. À ce jour, l’ouverture du chantier est envisagée au plus tôt en 2026, bien qu’un début partiel des travaux puisse survenir dès la fin de 2025.
Entre-temps, près de 140 millions de dollars ont été investis depuis 2014 pour maintenir l’établissement en état, à travers divers travaux de plomberie, de fenestration, de ventilation ou encore de sécurité du bâtiment. Des médecins de l’établissement dénoncent la vétusté des installations, qui ont un impact direct sur la qualité et la sécurité des soins : pannes fréquentes d’ascenseurs, plafonds qui coulent, infiltration de vermine, chaleur excessive l’été et promiscuité dans les chambres, lesquelles accueillent parfois trois ou quatre patients.
Le projet de reconstruction prévoit un nouveau bâtiment doté de 720 lits d’hospitalisation, dont une trentaine pour nouveau-nés, contre environ 400 lits actuellement. Toutes les chambres seront individuelles. Le nouvel hôpital, qui doit permettre une augmentation de plus de 50 % de la superficie actuelle, devrait être construit en une seule phase.

## La pandémie de Covid-19

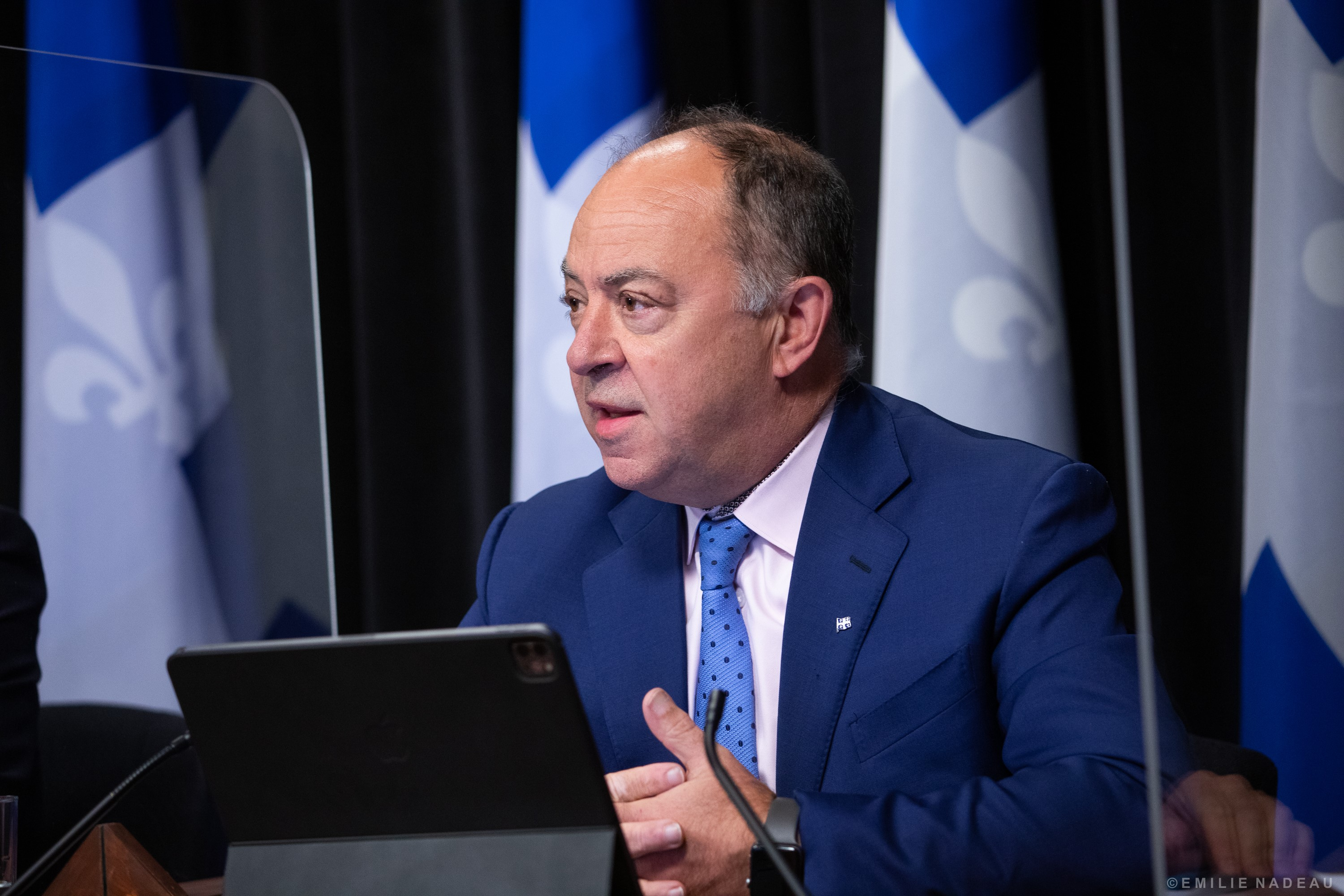
Christian Dubé, ministre de la santé

En novembre 2019, le gouvernement de la Coalition avenir Québec de François Legault, élu en 2018, annonce un important projet visant la réforme des Centres hospitaliers de soins de longues durées (CHSLD). Ce projet, qui marque la fin du modèle du CHSLD, implique la rénovation et la transformation de certains établissements déjà en place ainsi que la construction de maisons des aînés, pour accueillir les aînés en perte d'autonomie, et de maisons alternatives visant à desservir les adultes avec des besoins spécifiques.
La pandémie de Covid-19, qui frappe de plein fouet le réseau des CHSLD, force le gouvernement à devancer l'échéancier du projet, qui débute en juin 2021.
En 2022, le ministre de la Santé Christian Dubé annonce avoir choisi un site à Gatineau pour y construire le nouveau « campus santé » du Centre hospitalier affilié universitaire de l'Outaouais, dont la réalisation constituait une promesse durant la précédente campagne électorale. Le gouvernement remet cependant le choix du site en doute en septembre 2023, laissant planer un certain flou sur l'avenir du projet. Un projet de modernisation de l'Hôpital Maisonneuve-Rosemont, à Montréal, est aussi lancé au même moment.
Estimé au coût de 5 milliards de dollars, il s'agit du plus important projet d'infrastructure en santé initié par le gouvernement de la Coalition Avenir Québec.

## La création de Santé Québec
En mars 2022, le gouvernement annonce son Plan pour mettre en œuvre les changements nécessaires en santé afin de réformer le système de santé québécois, lourdement affecté par la pandémie de Covid-19.
Cette nouvelle réforme propose d'importants changements visant notamment à améliorer l'accès aux soins de santé et à moderniser le système, dont les vulnérabilités ont été mises en exergue par la crise sanitaire.
Le plan du gouvernement s'attaque ainsi aux axes suivants : 
personnel, accès aux données, technologies de l'information, infrastructures et équipements, 
soins de première ligne et urgences, soins spécialisés, aînés et personnes vulnérables, santé mentale, 
lutte aux épidémies, innovation, financement ainsi que gouvernance et décentralisation.
En mars 2023, le ministre de la Santé Christian Dubé dépose à cet effet le projet de loi 15 afin de créer l'agence Santé Québec, une nouvelle société d'État qui deviendra l'unique employeur du réseau québécois.
À sa création, l'agence aura notamment le mandat de coordonner les opérations du système de santé, alors que le ministère de la Santé et des Services sociaux (MSSS) prendra plutôt en charge la planification, l'orientation, la mesure de la performance et le financement du réseau.
La mise en place de Santé Québec marquera aussi la fin des conseils d'administration des centres intégrés (CISSS et CIUSSS), dont les directions se rapporteront désormais à l'agence ainsi qu'à son président-directeur général, qui relèvera directement du ministre de la Santé.

### Critiques
La création de Santé Québec suscite néanmoins de nombreuses critiques de la part des partis d'opposition, du milieu syndical, et des médecins,, qui s'inquiètent de la privatisation du système, du manque d'imputabilité et de responsabilité du ministre de la Santé ou de la lourdeur de la structure projetée.
En août 2023, 150 amendements sont apportés au projet de loi. En octobre 2023, de nouveaux amendements y sont encore apportés, ce qui provoque une réaction négative de la part de six anciens premiers ministres du Québec, qui s'inquiètent quant à l'identité des établissements au sein de ce nouveau système de santé ainsi qu'à leur capacité à intéresser les donateurs potentiels.
Aussi en 2023, les chercheurs Yves Couturier et Louise Belzille peignent un portrait extrêmement négatif de ces réformes successives du système de santé qui persistent depuis plus de 50 ans.

### Textes législatifs
- Loi modifiant de nouveau la loi sur les impôts et diverses dispositions législatives, LQ 1993, c. 64  (lire en ligne, consulté le 20 avril 2023)

### Ouvrages
- Conseil du statut de la femme, Virage ambulatoire. Il faut redresser la trajectoire, Québec, Conseil du statut de la femme, 2000, 16 p. (ISBN 2-550-36162-8, lire en ligne)
- Georges Desrosiers, La santé publique au Québec: histoire des unités sanitaires de comté, 1926-1975, Montréal, Presses de l'Université de Montréal, 1998, 187 p. (ISBN 9782760617087)
- Denis Goulet, La Faculté de médecine de l'Université de Montréal, 1843-2023. 180 ans à bâtir un avenir en santé, Montréal, Carte Blanche, 2023, 354 p. (ISBN 978-2-89590-450-2)
- Denis Goulet, Histoire du Collège des médecins du Québec, 1847-2022, Québec, Septentrion, 2022, 288 p. (ISBN 9782897913632)
- Denis Goulet, Brève histoire des épidémies au Québec: du choléra à la COVID-19, Québec, Septentrion, 2020, 180 p. (ISBN 9782897911850)
- Denis Goulet, Histoire de la Faculté de médecine de l'Université Laval, Québec, Septentrion, 2018, 335 p. (ISBN 978-2-89448-946-8)
- Denis Goulet et Robert Gagnon, Histoire de la médecine au Québec, 1800-2000: de l'art de soigner à la science de guérir, Québec, Septentrion, 2014, 456 p. (ISBN 9782894487709)
- Marcel Rheault, La médecine en Nouvelle-France. Les chirurgiens de Montréal, 1642-1760, Québec, Septentrion, 2004, 334 p. (ISBN 9782894484029)

### Articles et chapitres
- Denis Bourque, « La mise au pas tranquille des CLSC », Nouvelles pratiques sociales, vol. 1, no 1,‎ 1998, p. 43-58 (ISSN 0843-4468 et 1703-9312, DOI 10.7202/301004ar, lire en ligne)
- Mélanie Bourque et Amélie Quesnel-Vallée, « Intégrer les soins de santé et les services sociaux du Québec: la réforme Couillard de 2003 », Health Reform Observer - Observatoire des réformes de santé, vol. 2, no 2,‎ 2014, p. 1-9 (ISSN 2291-6369, DOI 10.13162/hro-ors.02.02.01, lire en ligne)
- Aline Charles et François Guérard, « Les religieuses hospitalières du Québec au XXe siècle : une main-d’œuvre active à l’échelle internationale », dans Marie-Claude Thifault (sous la dir.), L’incontournable caste des femmes: histoire des services de santé au Québec et au Canada, Ottawa, Presses de l'Université d'Ottawa, 2012, 372 p. (ISBN 9782760307827, lire en ligne), p. 79-102
- François Guérard et Yvan Rousseau, « Le marché de la maladie : soins hospitaliers et assurances au Québec, 1939-1961 », Revue d'histoire de l'Amérique française, vol. 59, no 3,‎ 2006, p. 293-329 (ISSN 0035-2357 et 1492-1383, DOI 10.7202/013081ar, lire en ligne)
- François Guérard, « Le système de santé au Québec », dans Usito (lire en ligne)
- Denis Goulet, Gilles Lemire et Denis Gauvreau, « Des bureaux d’hygiène municipaux aux unités sanitaires. Le Conseil d’hygiène de la province de Québec et la structuration d’un système de santé publique, 1886-1926 », Revue d'histoire de l'Amérique française, vol. 49, no 4,‎ 2008, p. 491-520 (ISSN 1492-1383 et 0035-2357, DOI 10.7202/305462ar, lire en ligne)
- Fernand Harvey, « Le Secrétariat de la province de Québec: Un incubateur de ministères durant les années 1920 et 1930 », dans Michel Sarra-Bournet (sous la dir.), Les grands commis et les grandes missions de l'État dans l'histoire du Québec, Québec, Presses de l'Université du Québec, 2016, 292 p. (ISBN 978-2-7605-4501-4, lire en ligne), p. 149-174
- Daniel Hickey, « Entre Évêque et Roi : L'évolution administrative des hôpitaux de la Nouvelle-France », dans Jean-Pierre Gutton (sous la dir.), Les administrateurs d'hôpitaux dans l'Europe moderne, Lyon, Presses universitaires de Lyon, 2002, 9–28 p. (ISBN 978-2-7297-1074-3, lire en ligne)
- Renald Lessard, « De France à Nouvelle-France: la pratique médicale canadienne au XVIIe et XVIIIe siècles », Annales de Bretagne et des pays de l'Ouest, vol. 95, no 4,‎ 1988, p. 421-433 (ISSN 0399-0826, DOI 10.3406/abpo.1988.3304, lire en ligne)
- Antonia Maioni, « Les normes centrales et les politiques de santé », dans Clermont Bégin, Pierre Bergeron, Pierre Gerlier-Forest et Vincent Lemieux (sous la dir., Le système de santé québécois. Un modèle en transformation, Montréal, Presses de l’Université de Montréal, 1999, 439 p. (ISBN 9782760617339, lire en ligne), p. 53-76
- Ira Robinson, « « Maîtres chez eux ». La grève des internes de 1934 revisitée », Globe : revue internationale d’études québécoises, vol. 18, no 1,‎ 2015, p. 153-168 (ISSN 1481-5869 et 1923-8231, DOI 10.7202/1037882ar, lire en ligne)
- Margot Tremblay, « Virage ambulatoire à Québec: l'équilibre en tête », Santé mentale au Québec, vol. 21, no 1,‎ 1996, p. 97-109 (ISSN 0383-6320 et 1708-3923, DOI 10.7202/032380ar, lire en ligne)
- Jean Turgeon, Robert Jacob et Jean-Louis Denis, « Québec : cinquante ans d'évolution au prisme des réformes (1961-2010) », Les Tribunes de la santé, vol. 30, no 1,‎ 2011, p. 57-85 (ISSN 1765-8888 et 2105-2182, DOI 10.3917/seve.030.0057, lire en ligne)
- Deena White, « La santé et les services sociaux : réforme et remises en question », dans Gérard Daigle (sous la dir.), Le Québec en jeu. Comprendre les grands défis, Montréal, Presses de l’Université de Montréal, 1992, 811 p. (ISBN 978-2-7606-1594-6, lire en ligne), p. 225–247